# Lac de Côme
Le lac de Côme (en italien : lago di Como ou Lario, par référence au Larius lacus des Romains) est un lac italien des Préalpes lombardes situé à cheval sur les provinces de Côme et de Lecco, à environ 45 km au nord de Milan. Avec une profondeur maximale de 418 m, un pourtour de 170 km et une superficie de 146 km2, c'est l'un des plus importants lacs italiens.
Le lac a la forme d'un « Y » renversé dont chaque branche a sa ville principale : Côme pour la branche sud-ouest, Lecco pour la branche sud-est et Colico pour la branche nord. Une petite île, Comacina, se situe dans la branche de Côme.
Situé au débouché de la Valteline, il est traversé par l'Adda, affluent du Pô. Ses rives sont empruntées par les routes qui donnent accès au col du Splügen, au col de la Maloja, au col de la Bernina, au col du Septimer et à l'extrême est, au col du Stelvio.
Lieu fréquenté par les aristocrates depuis l'époque romaine,, le lac est toujours une destination touristique privilégiée. En 2014, il est considéré comme l'un des 20 plus beaux lacs du monde par le site web d'information HuffPost, pour son microclimat et pour la qualité de son environnement, parsemé de villas et villages prestigieux.

## Géographie

### Morphologie
Géographiquement situé à une altitude de 197 m entre la plaine du Pô et les Alpes, le lac de Côme a une géométrie en forme de  « Y » renversé ou, selon un dicton local très répandu, en forme d'homme :
« Il lago di Como ha la forma di un uomo, una gamba a Lecco e quell'altra a Como, il naso a Domaso e il sedere a Bellagio »
« Le lac de Côme a la forme d'un homme, une jambe à Lecco et l'autre à Côme, le nez à Domaso et le derrière à Bellagio »

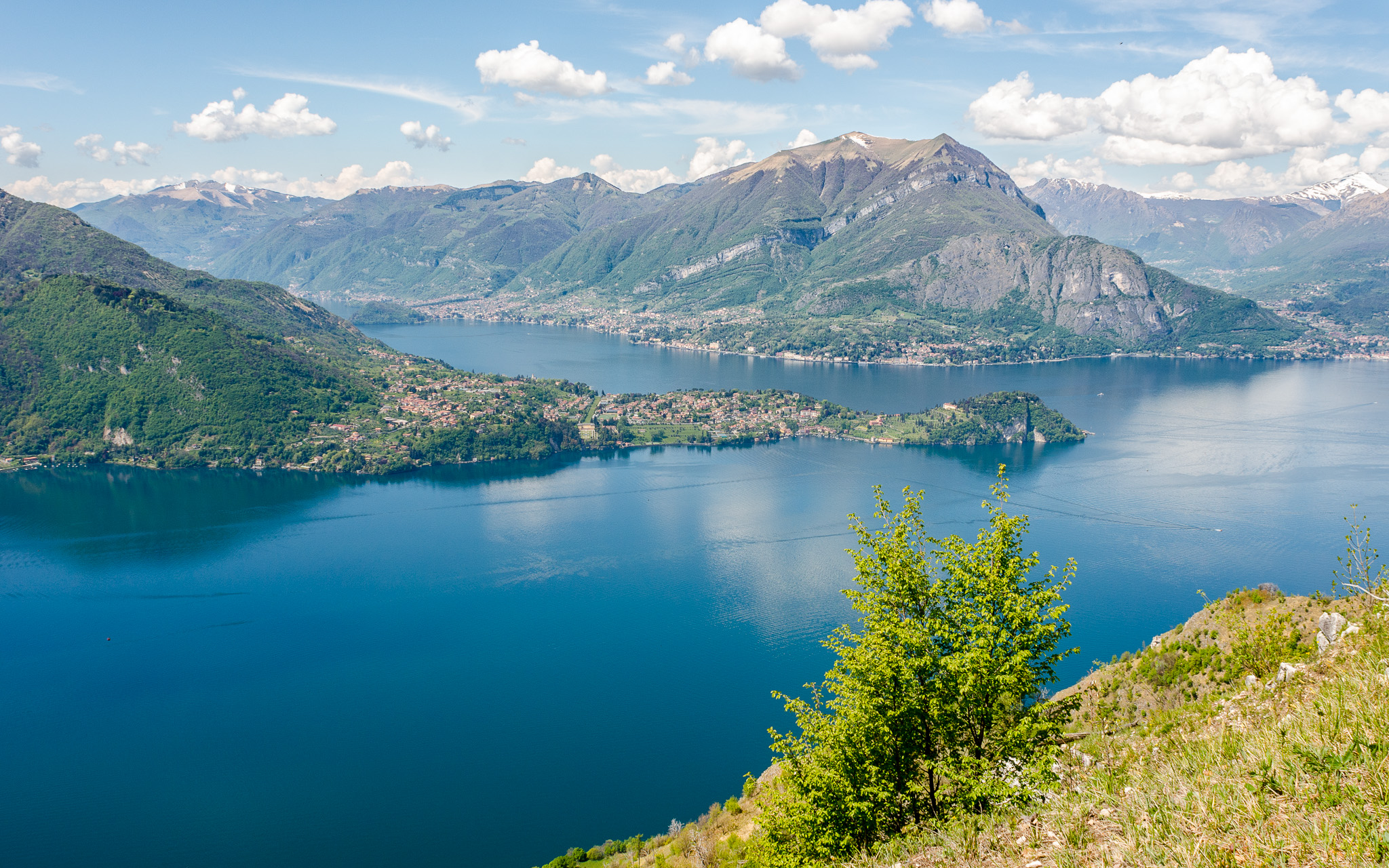
Vue de la séparation des deux branches du lac de Côme depuis le sentier du Voyageur.

Atteignant les 418 m de dépression maximale entre les localités d’Argegno et de Nesso, le lac de Côme est le plus profond d’Italie et le cinquième d’Europe. En Italie, il s’agit également de celui dont le périmètre est le plus étendu (170 km) et se classe troisième en superficie (145 km2) et en volume (23,37 km3). Il atteint une longueur maximale de 45,7 km entre Gera Lario et Côme, tandis que sa largeur varie de 650 m, entre Careno et Laglio, à 4,4 km, entre Cadenabbia et Fiumelatte. Le bassin versant couvre une superficie de 4 552 km2 en sol italien et de 487 km2 en sol suisse pour un total de 5 039 km2 dont le point culminant se trouve au Piz Bernina, à la frontière entre la Suisse et l'Italie.

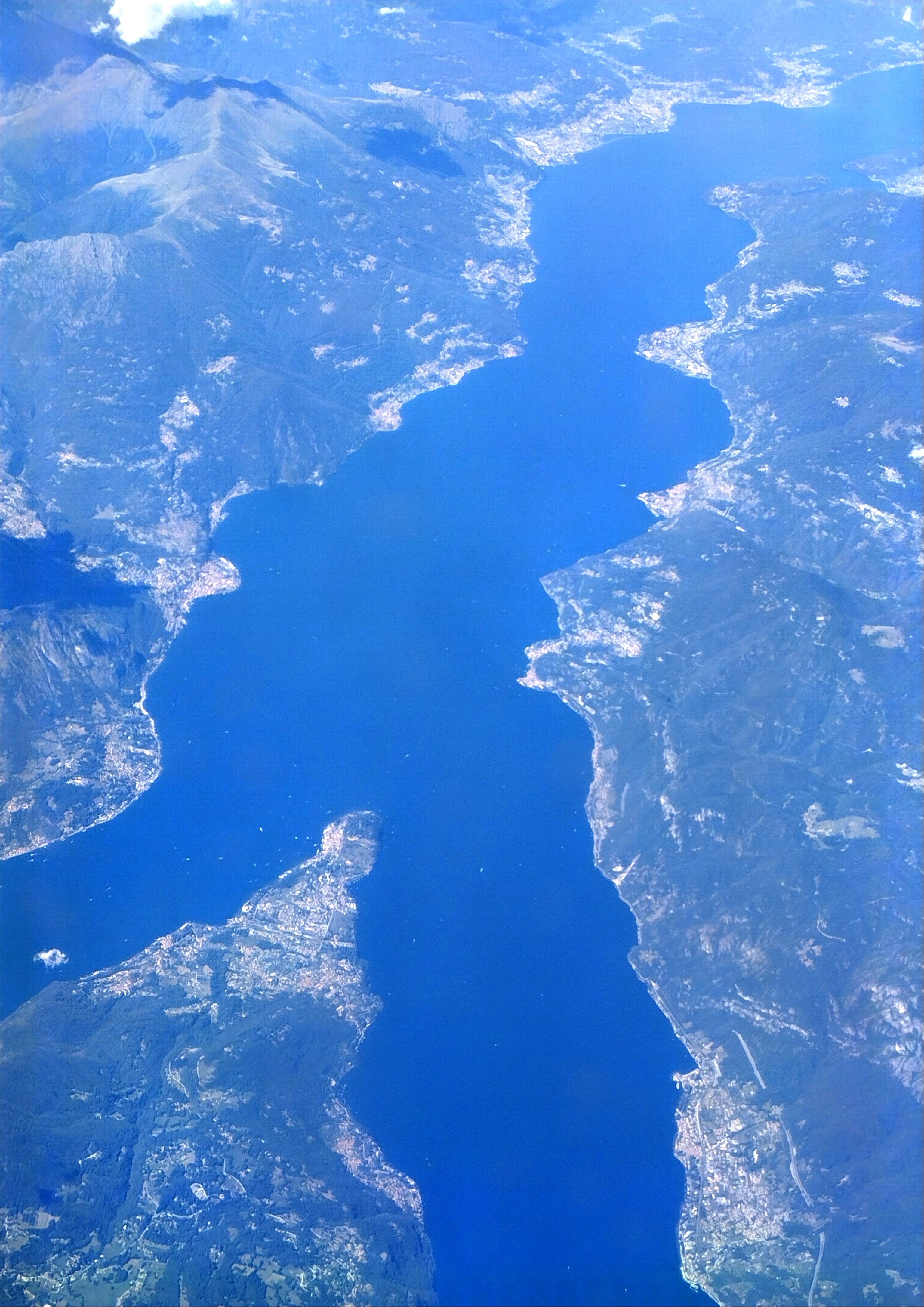
Vue aérienne du lac de Côme - Juillet 25

Le lac de Côme est un fjord bifide naturel profondément creusé dans les pentes montagneuses des Préalpes de Côme et de Bergame qui encadrent une côte caractérisée par une morphologie territoriale bigarrée, alternant pentes douces arrondies et herbeuses avec des roches dolomitiques et des falaises abruptes. Géographiquement, le lac est divisé en trois bassins, chacun avec ses propres caractéristiques. L'île Comacina, qui se trouve dans l'étroit bras sud-ouest, est composée d'un relief escarpé et boisé. La branche sud-est, appelée branche de Lecco, se situe à l'est de la chaîne des Grigne. Enfin la branche nord est la plus grande et la plus ouverte. Les trois branches se jettent dans le centre du lac en face du promontoire du Bellagio, l’un des lieux les plus pittoresques et les plus célèbres pour admirer le paysage.
Les plaines alluviales, traversées par les rivières et les ruisseaux, ont commencé à se former après la glaciation et ont été à l'origine de la séparation des petits lacs reliés au bassin principal (lac de Mezzola au nord et les lacs de Garlate et d'Olginate au sud).

### Île

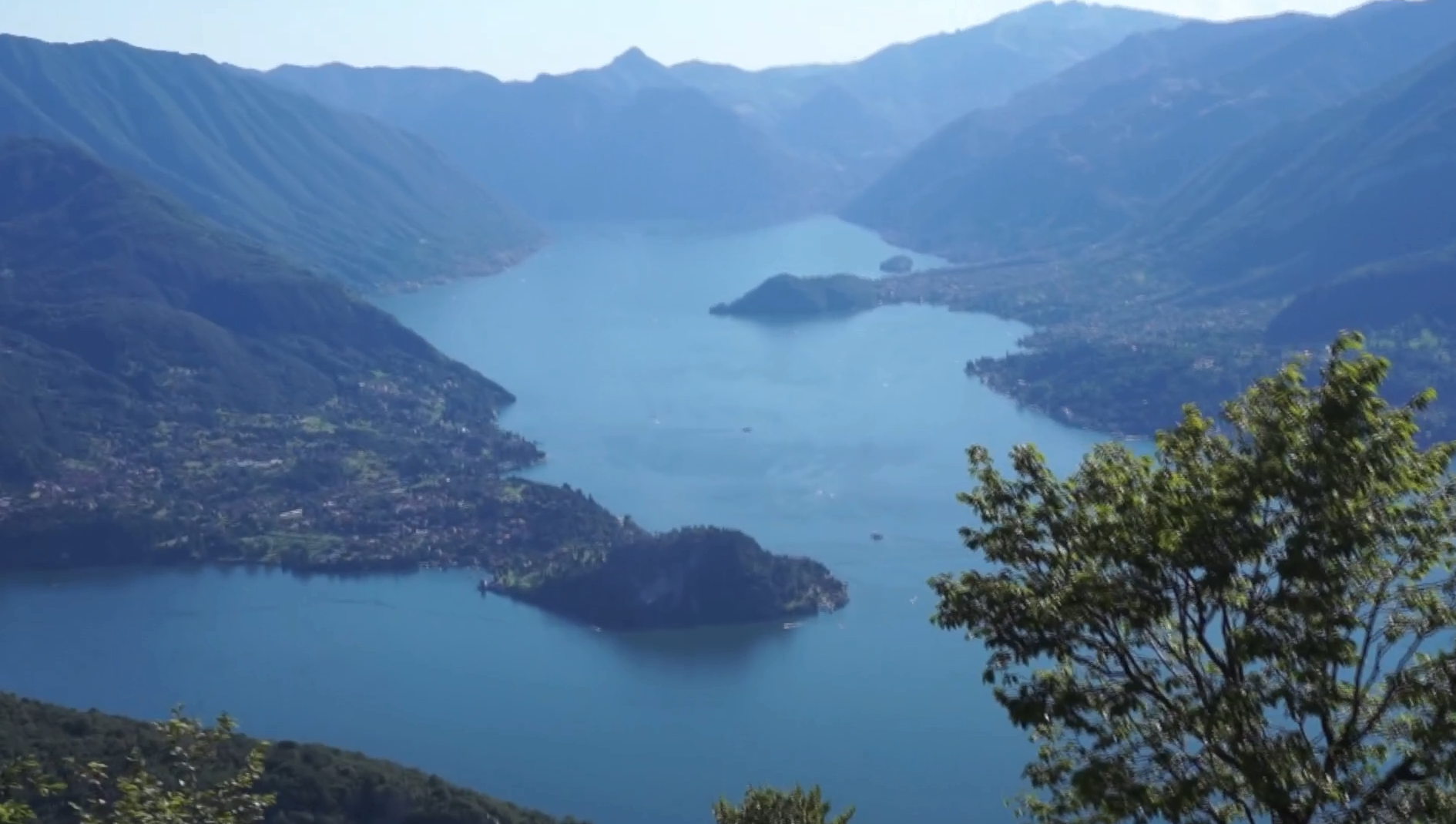
Vue de l'île Comacina.

La seule formation insulaire du lac est l'île Comacina, de taille modeste mais au passé prestigieux. Au Moyen Âge, l’île était une forteresse indépendante et le centre d’événements historiques importants. En 588, Authari conquit le château en battant le magister militum byzantin Francione, vainquant ainsi la dernière résistance anti-lombarde. En 1169, il fut définitivement détruit par les comasques aidés par l'allié germanique Frédéric Barberousse à la suite de la guerre de dix ans (it).

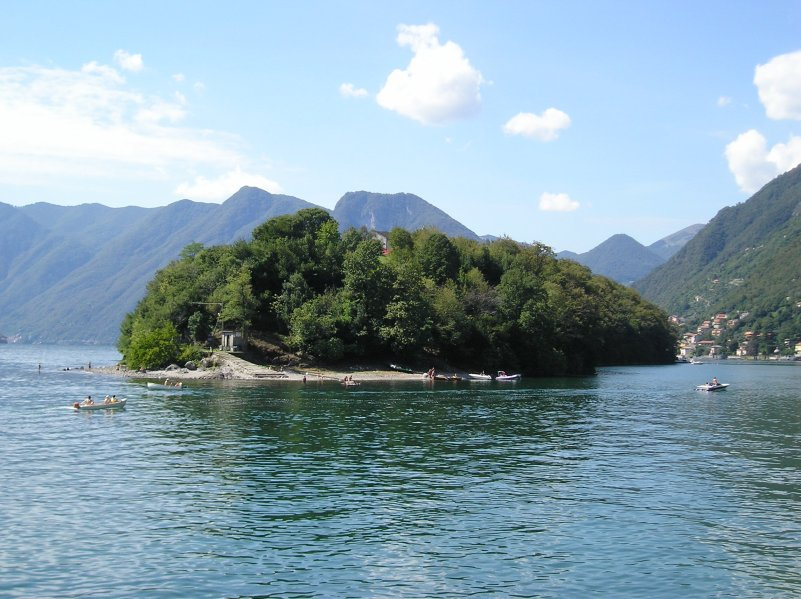
Vue de l'île Comacina.

Depuis lors, l'île est restée totalement inhabitée. Les bâtiments actuels sont l’église du XVIIe siècle de San Giovanni, la seule subsistant des neuf, l’auberge avec restaurant attenant où séjourna Alfred Hitchcock et les petites constructions de l’architecte Pietro Lingeri. Les ruines de l'ancienne basilique Sant'Eufemia sont le symbole des vestiges antiques, rappelées chaque année le 29 juin dans la Sagra di San Giovanni.
L'île est bordée par une baie appelée « Zoca de l'oli », ainsi nommée pour la tranquillité des eaux du lac et pour la croissance spontanée de l'olivier, aujourd'hui partiellement réduite en raison de l'augmentation du nombre de bâtiments. Le clocher de Santa Maria Maddalena d'Ossuccio, l'une des œuvres les plus significatives du lac, a été inscrit sur la liste du patrimoine mondial par l'UNESCO aux côtés du Sacro Monte di Ossuccio.
Au-delà de la baie, la péninsule de Lavedo s’étire vers Lenno, délimitant le golfe de Vénus et culminant à la Villa Balbianello, patrimoine du FAI. Dans les temps anciens, la colline de Lavedo était une île formée par le glacier Abduano, comme l’île de Comacina. Les débris alluviaux l'ont ensuite rejoint sur le continent.

### Villes bordant le lac

#### Rive ouest
En partant de Côme et en remontant le long de la côte ouest, le premier village rencontré est Cernobbio, qui abrite des villas monumentales telles que la villa d'Este, la villa Erba et la villa Pizzo (construite au XVIe siècle). À Moltrasio, le musicien Vincenzo Bellini, Matthew Bellamy (leader du groupe Muse) et le Premier ministre britannique Winston Churchill ont séjourné,,. Après Laglio, ville connue pour la résidence de l'acteur George Clooney, Brienno est l'un des plus anciens villages, resté pratiquement intact pendant plus d'un siècle, mais endommagé par des glissements de terrain en 2011. En remontant encore le long de la rive ouest, après avoir passé Argegno et au-delà du promontoire de Lavedo, s'ouvre le golfe de Vénus, une crique pittoresque située près de Lenno qui, avec les villages de Mezzegra, Ossuccio et Tremezzo, forme la commune de Tremezzina ; Cadenabbia et Griante (station de vacances du chancelier allemand Konrad Adenauer) sont des destinations du tourisme anglo-saxon traditionnel. Les visites aux jardins de la Villa Carlotta et les excursions à l'église panoramique de San Martino sont classiques.
Le vaste paysage du lac supérieur se caractérise par un aspect plus solitaire. Les vents réguliers qui soufflent le matin du nord (Tivano) et de l'après-midi du sud (Breva) sont plus orageux que dans les branches sud du lac. Après avoir passé Menaggio, Rezzonico et les trois villes de Cremia, Pianello del Lario et Musso, apparaît la ville de Dongo, où le dernier acte de l’histoire du fascisme a été effectué avec la capture de Benito Mussolini et son exécution à Giulino. Un peu plus loin, Gravedona abrite l'un des plus grands exemples d'architecture romane lombarde : l'église Santa Maria del Tiglio.
Côme
Cernobbio
Moltrasio
Carate Urio
Laglio
Brienno
Argegno
Ossuccio
Lenno
Mezzegra
Tremezzo
Griante
Menaggio
Rezzonico
Cremia
Pianello del Lario
Musso
Cadenabbia
Dongo
Gravedona
Domaso
Gera Lario

Villes bordant le lac de Côme, rive ouest
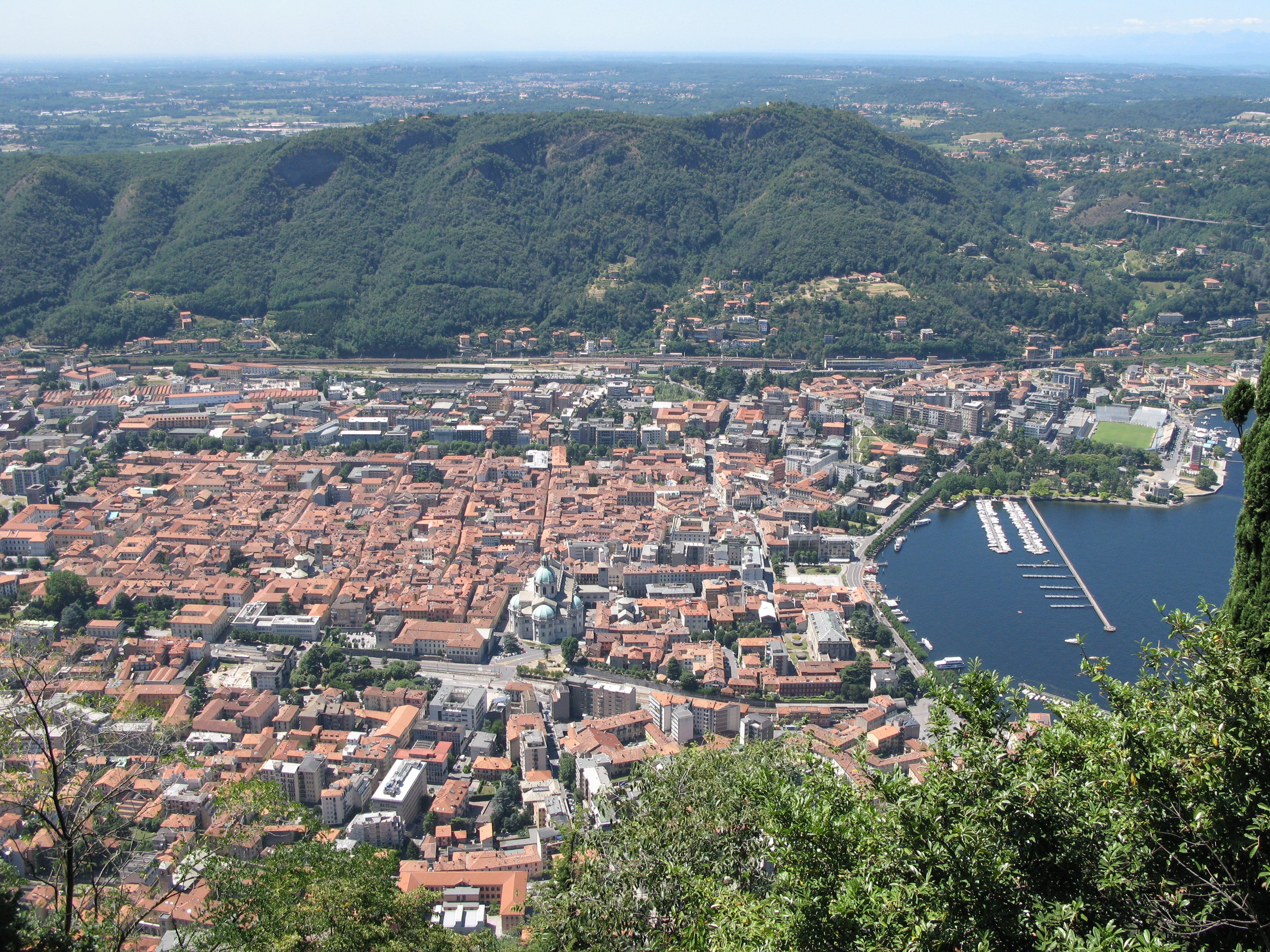
Vue de Côme depuis Brunate.
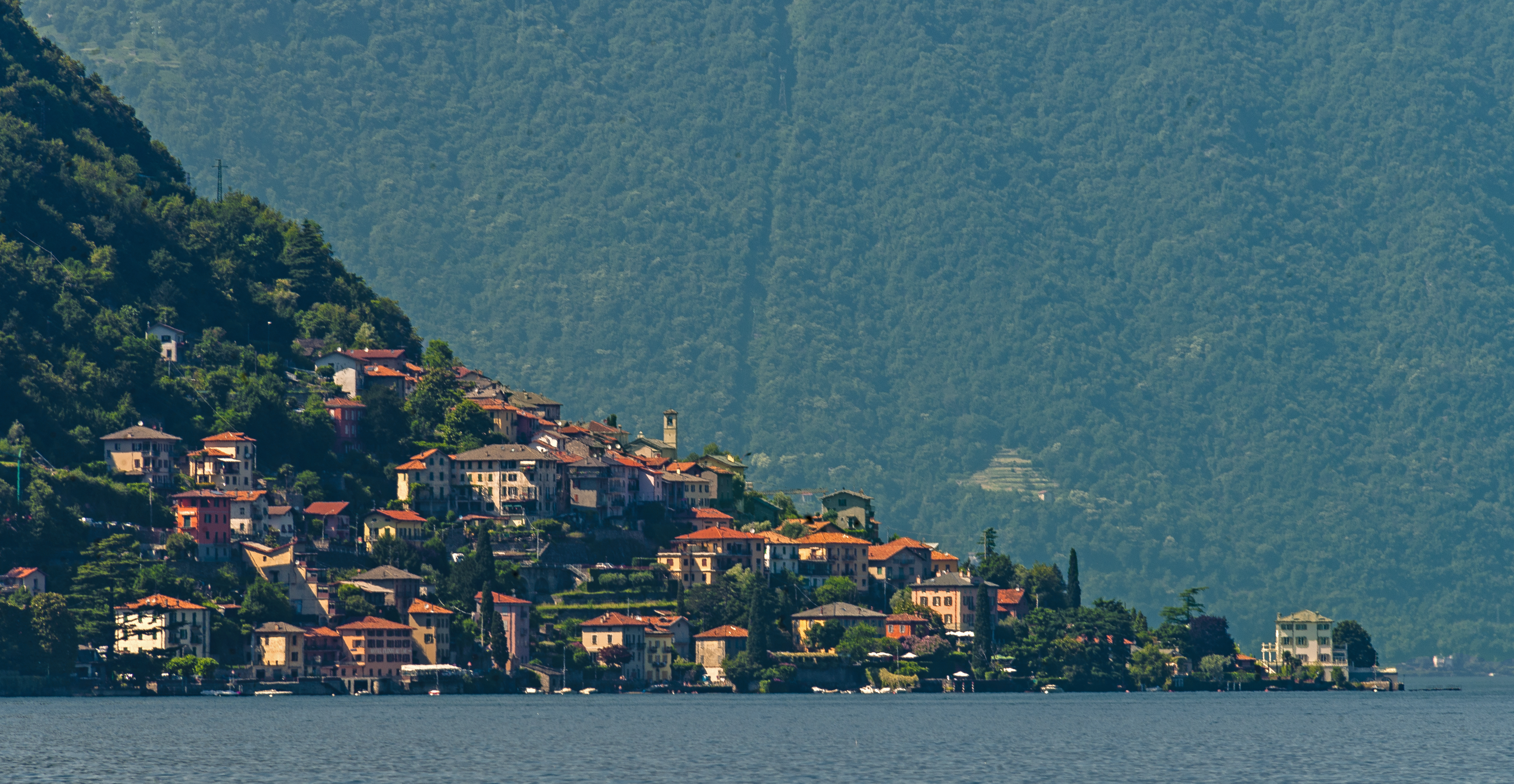
Vue de Laglio depuis un ferry.
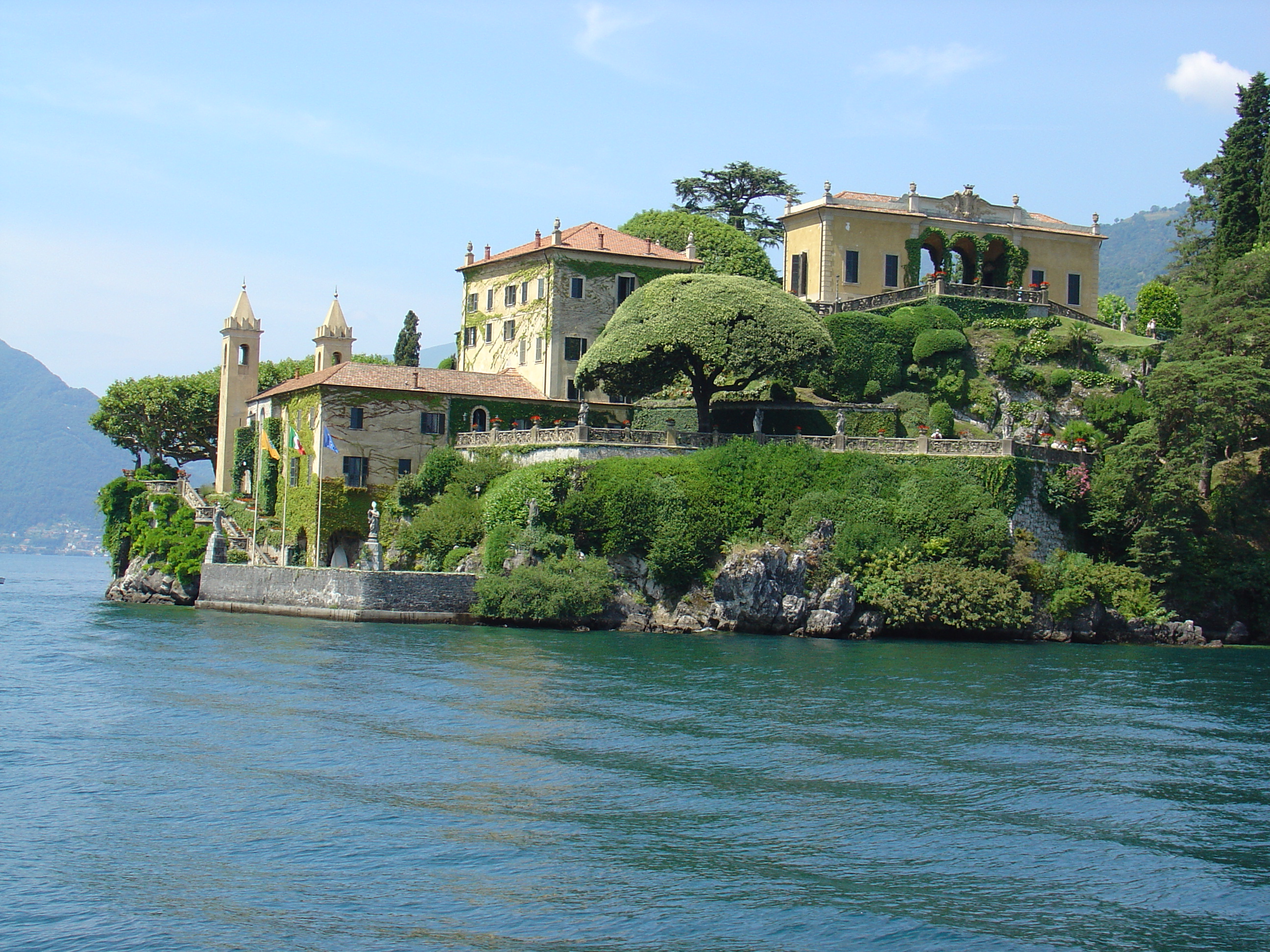
Villa Balbianello à Lenno.
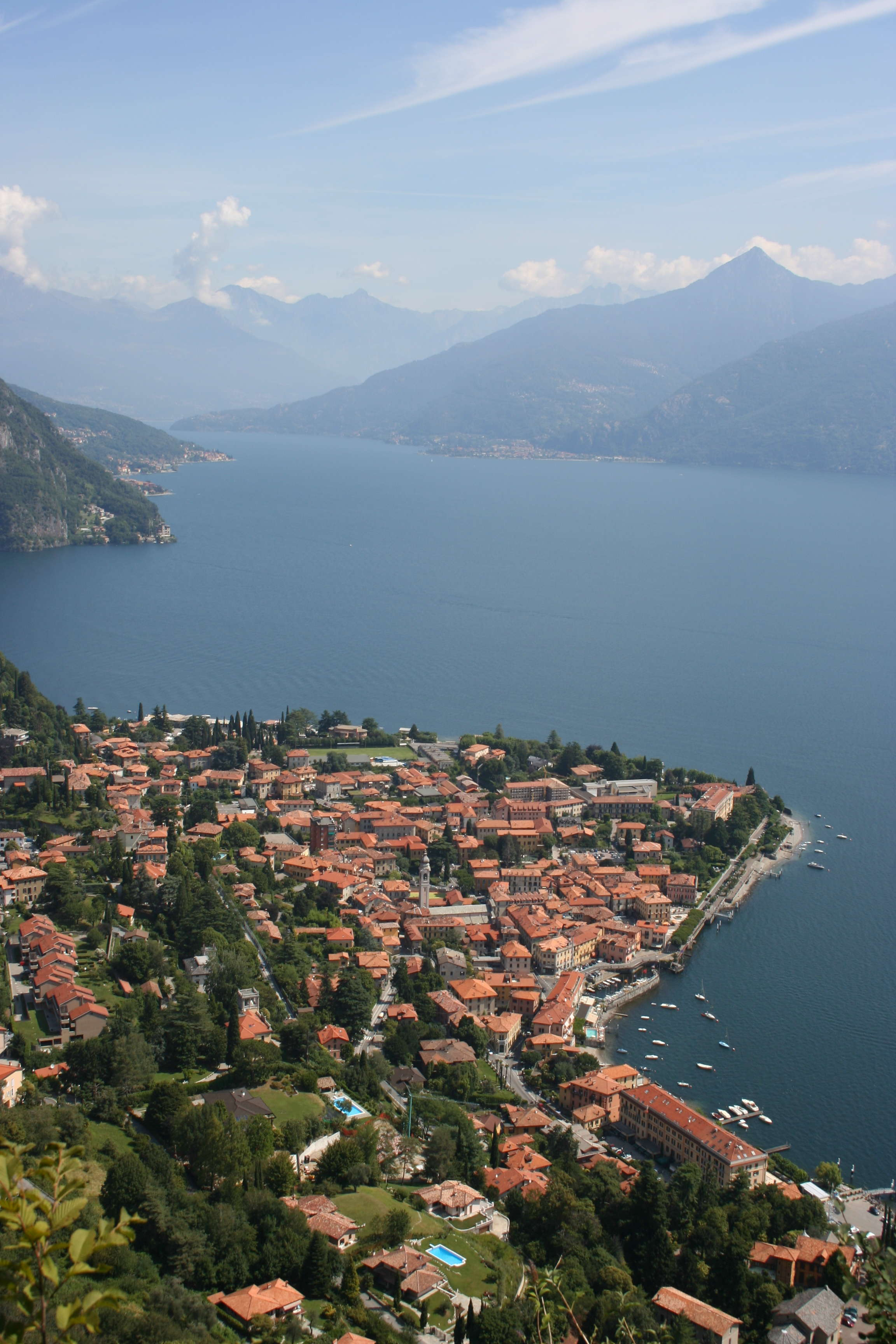
Ville de Menaggio.
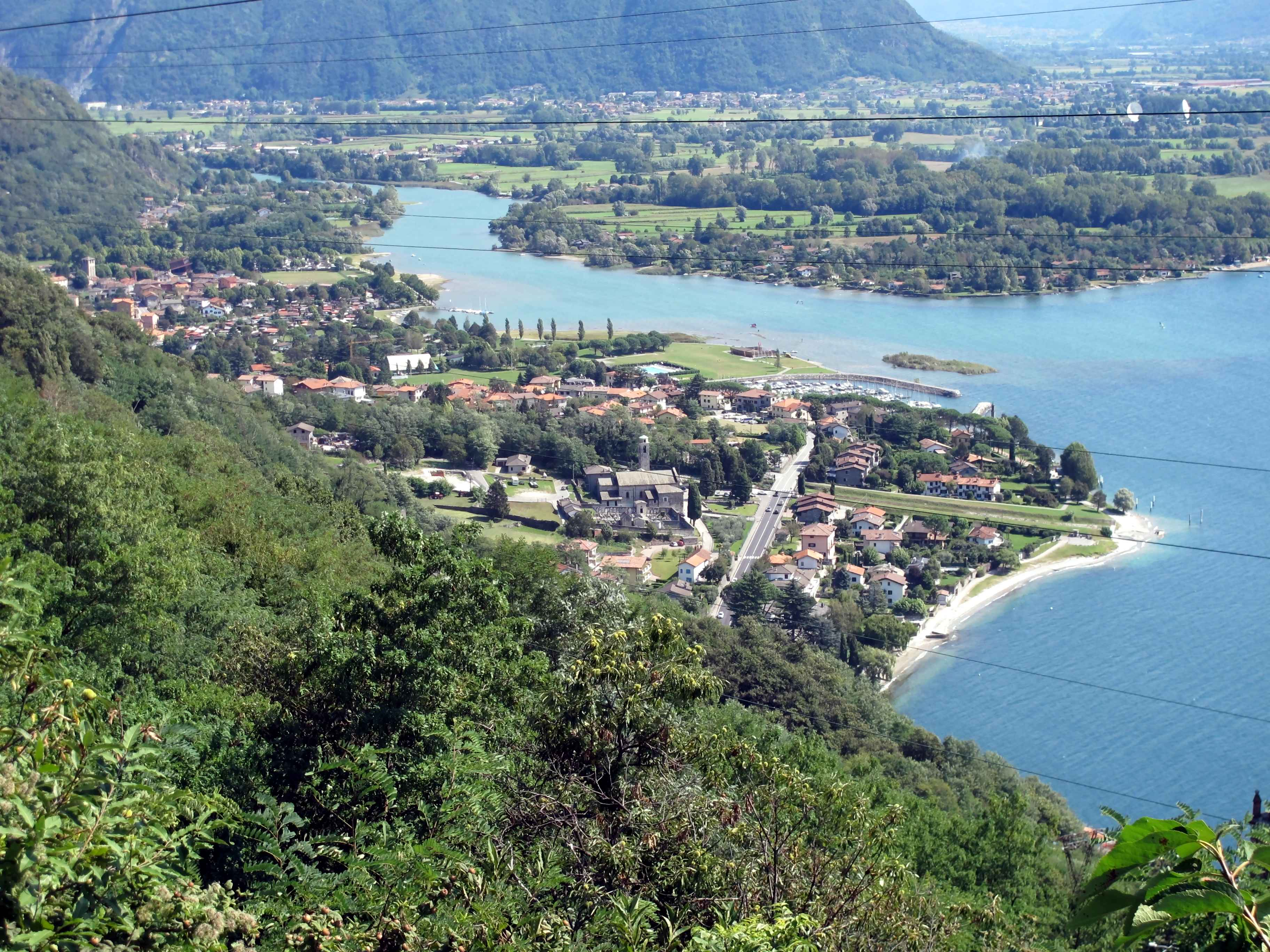
Ville de Gera Lario.

#### Rive est
À la limite nord du Lario, au confluent des rivières Mera et Adda, se trouve l'oasis naturelle de Pian di Spagna, une région naturelle entourée de campings côtiers. En descendant la côte est, la première commune est Colico, la commune la plus peuplée du lac supérieur ; dans cette localité se trouvent les deux ouvrages défensifs de Montecchio Nord et du Fort de Fuentes. Alors que la première remonte à la Grande Guerre, la seconde fut achevée en 1609 sous la domination espagnole pour contrer l'expansion de la République des Trois-Ligues. Un peu plus au sud, une crique boisée forme le petit lac de Piona, à proximité de laquelle se trouve l'abbaye cistercienne du même nom. Derrière, se trouve le mont Legnone, à 2 609 m d'altitude. Un peu plus au sud, se trouve le village pittoresque de Corenno Plinio, qui fait partie de la commune de Dervio, connue pour son village caractéristique dominé par le château et pour ses activités sportives liées à la voile et à la planche à voile. De Dervio, il est possible de rejoindre les petites villes de montagne de Valvarrone ou de continuer en direction de Lecco pour atteindre Bellano, où le célèbre canyon de l'Orrido, creusé dans le roc il y a 15 millions d'années par la rivière Pioverna, attire chaque année de nombreux visiteurs.
Varenna, l'un des villages les plus suggestifs de tout le Lario, surmonté par le Castello di Vezio, est une destination touristique réputée pour la villa Monastero et son jardin botanique adjacent. De Varenna, la route provinciale passe par la commune de Perledo et monte à Esino Lario et à la chaîne des Grigne ; c’est également le principal point d’atterrissage de la côte est, où de nombreux ferries assurent la liaison entre Bellagio et Cadenabbia. La branche orientale qui descend vers la ville de Lecco est caractérisée par des rochers escarpés et de petites plages de galets.
Les villes sont situées le long du chemin sont Lierna (appelée "la petite perle du lac de Côme") où il est possible d'admirer le village de Castello perché sur un petit promontoire sur la côte, Mandello del Lario, siège historique des Moto Guzzi, et Abbadia Lariana rendue célèbre par le roman I promessi sposi qui s'y déroule.
Lecco
Lierna
Varenna
Bellano
Dervio
Colico
Mandello del Lario

Villes bordant le lac de Côme, rive est
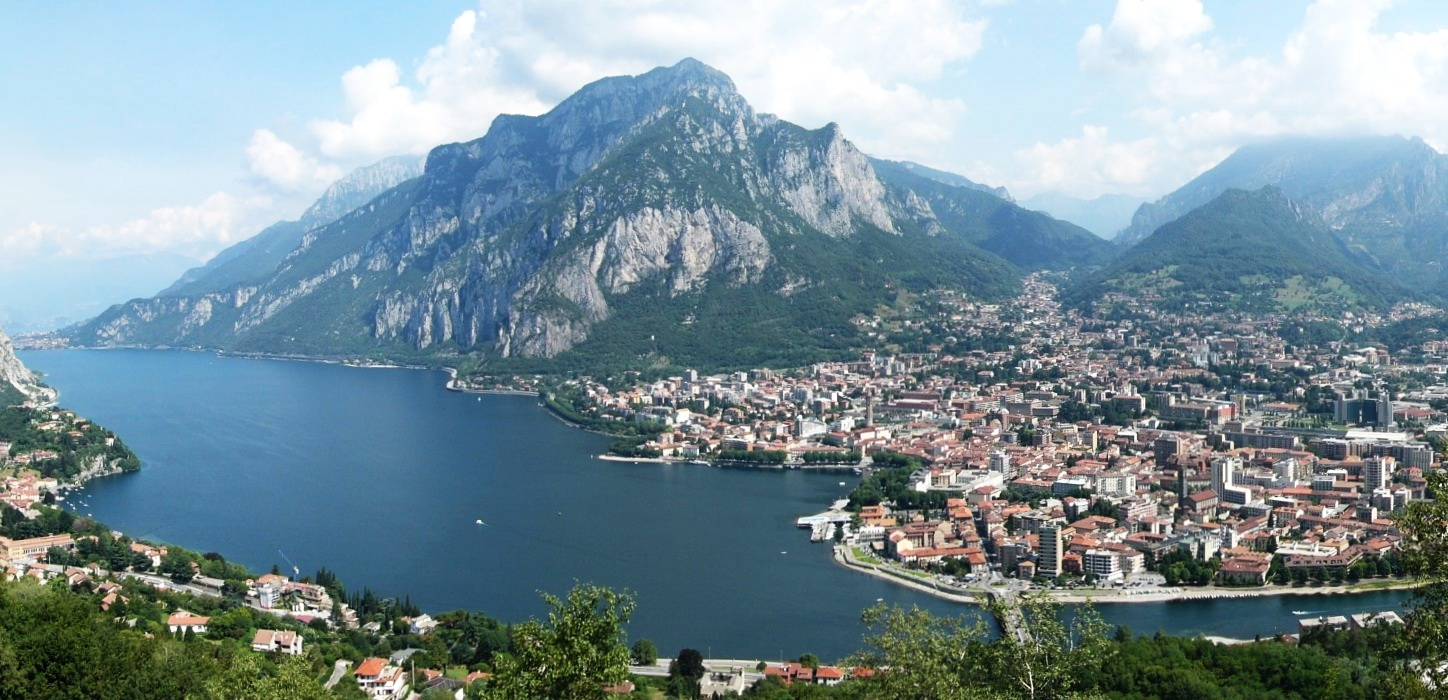
Vue sur la ville de Lecco.
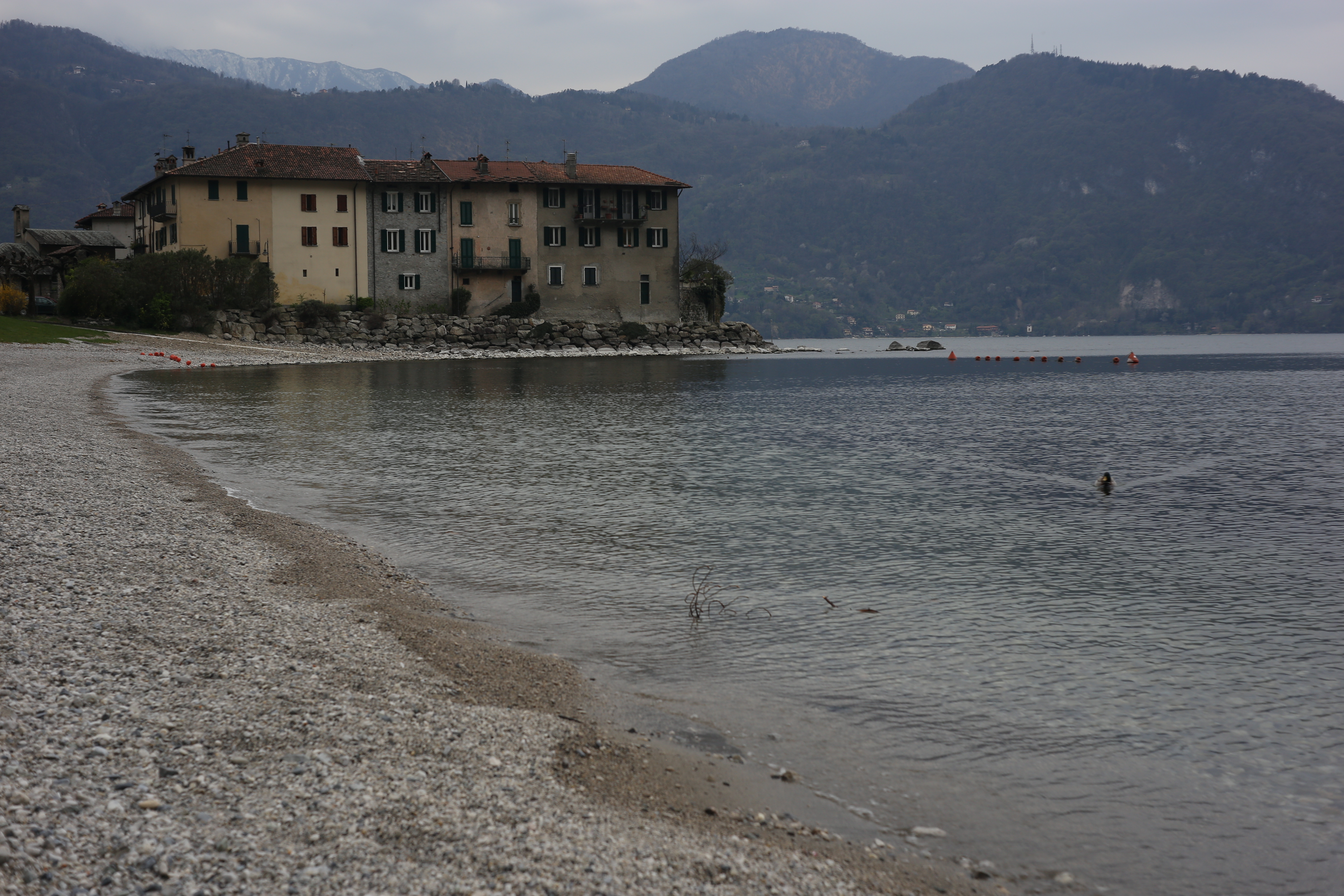
Le lac de Côme vu de Lierna.
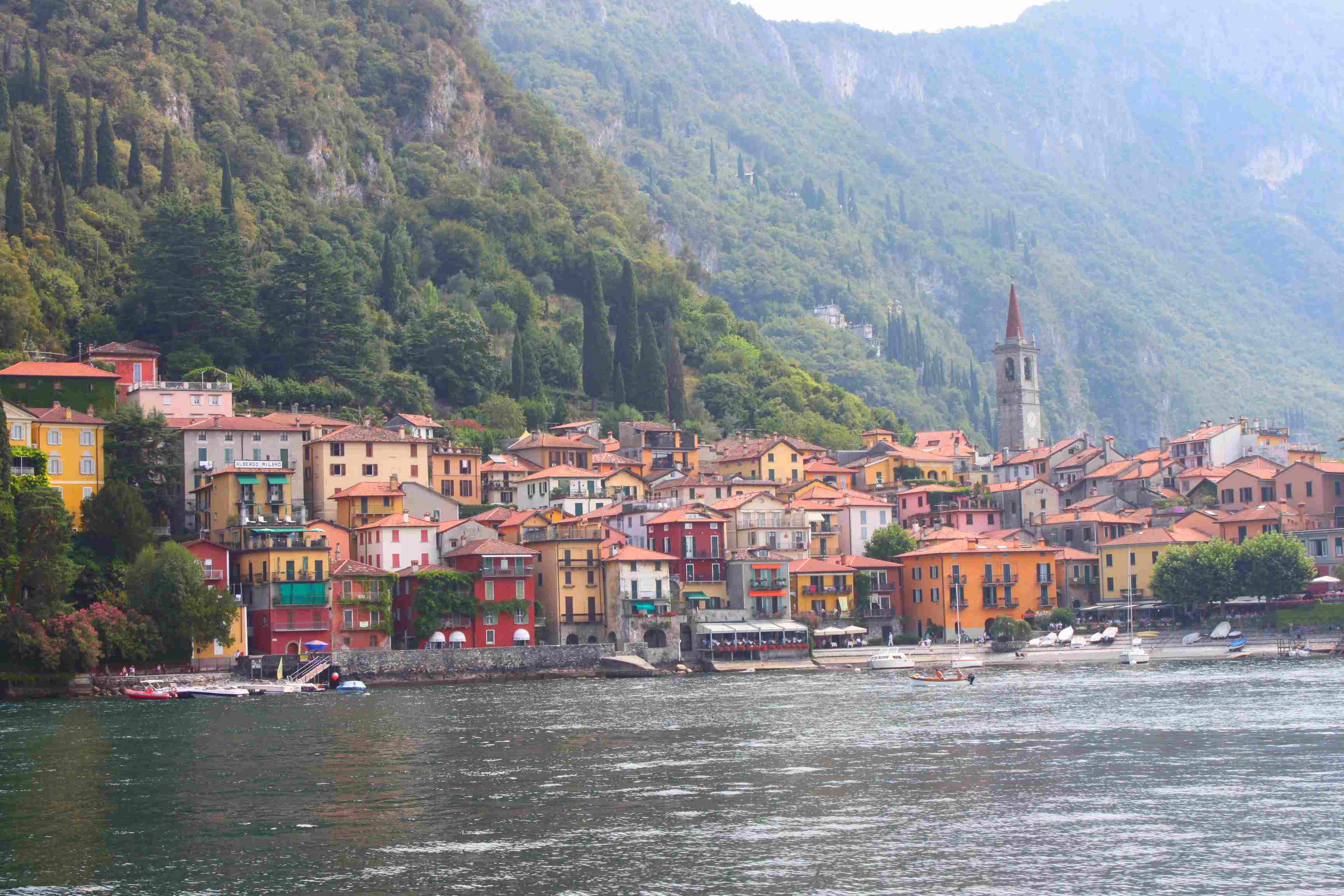
Le village de Varenna.

#### Le triangolo Lariano
En remontant le Lario depuis Lecco, le premier village rencontré est Malgrate, une petite ville très vivante et caractéristique qui offre une vue suggestive sur Lecco. Au-delà de Valmadrera, la route provinciale longe le mont Moregallo, laissant la place à de petites plages rocheuses avant de traverser les centres d’Onno, Vassena et Limonta. Bellagio est la destination touristique la plus populaire. Situé sur la pointe du promontoire qui divise les trois branches du lac, il est connu pour ses villas monumentales (villa Melzi et villa Serbelloni, siège de la fondation Rockefeller) et pour l'escalier des magasins donnant sur la maison de Franz Liszt. Le président américain J. F. Kennedy y a passé une journée. Bellagio possède également le prestige d'être la commune italienne choisie pour le Douzelage, une sorte d'association de jumelages comprenant une ville pour chaque pays de l'UE. Du hameau de Visgnola, il est possible de rejoindre le col de Ghisallo par la célèbre route connue pour le cyclisme international. En descendant vers Côme, Lezzeno est précédé de la villa Lucertola et de la falaise de Grosgalli. Plus au sud, à Nesso, il convient de mentionner les anciennes maisons rassemblées autour de l'embouchure du ravin et du pont médiéval de la Civera. La mystérieuse villa Pliniana à Torno mérite une mention spéciale. Dans ses salons y figurent Napoléon, Alessandro Manzoni, Ugo Foscolo, Stendhal, Byron, Giuseppe Verdi, Vincenzo Bellini et Gioachino Rossini. Léonard de Vinci a étudié la source intermittente qui provient d'un rocher, maintenant enfermé dans la cour intérieure du bâtiment. Antonio Fogazzaro y a écrit le roman Malombra, à partir duquel se déroulent les scènes du film du même nom de Mario Soldati.
Malgrate
Onno
Bellagio
Lezzeno
Nesso
Torno
Blevio

Villes bordant le lac de Côme, triangolo lariano
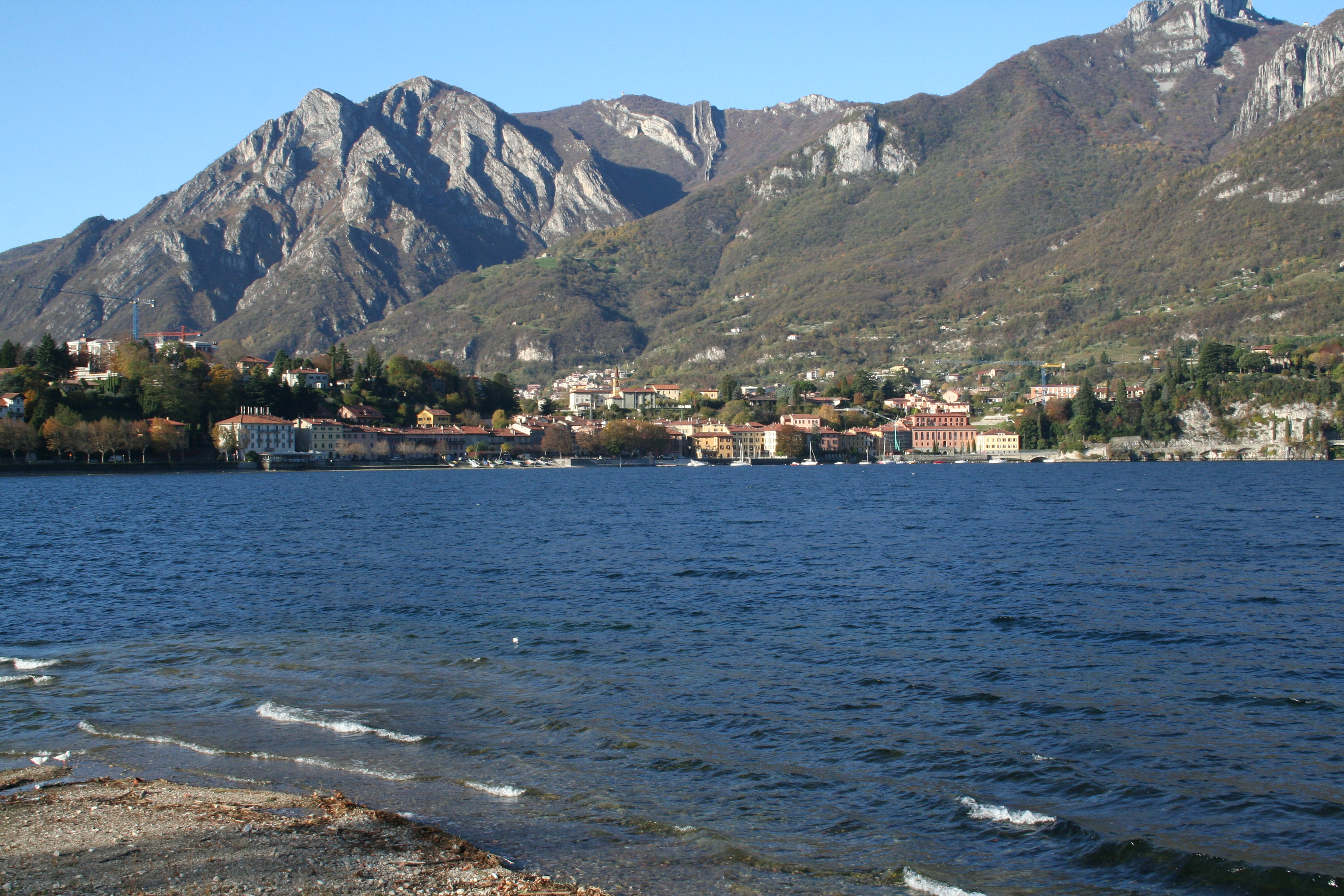
Ville de Malgrate.
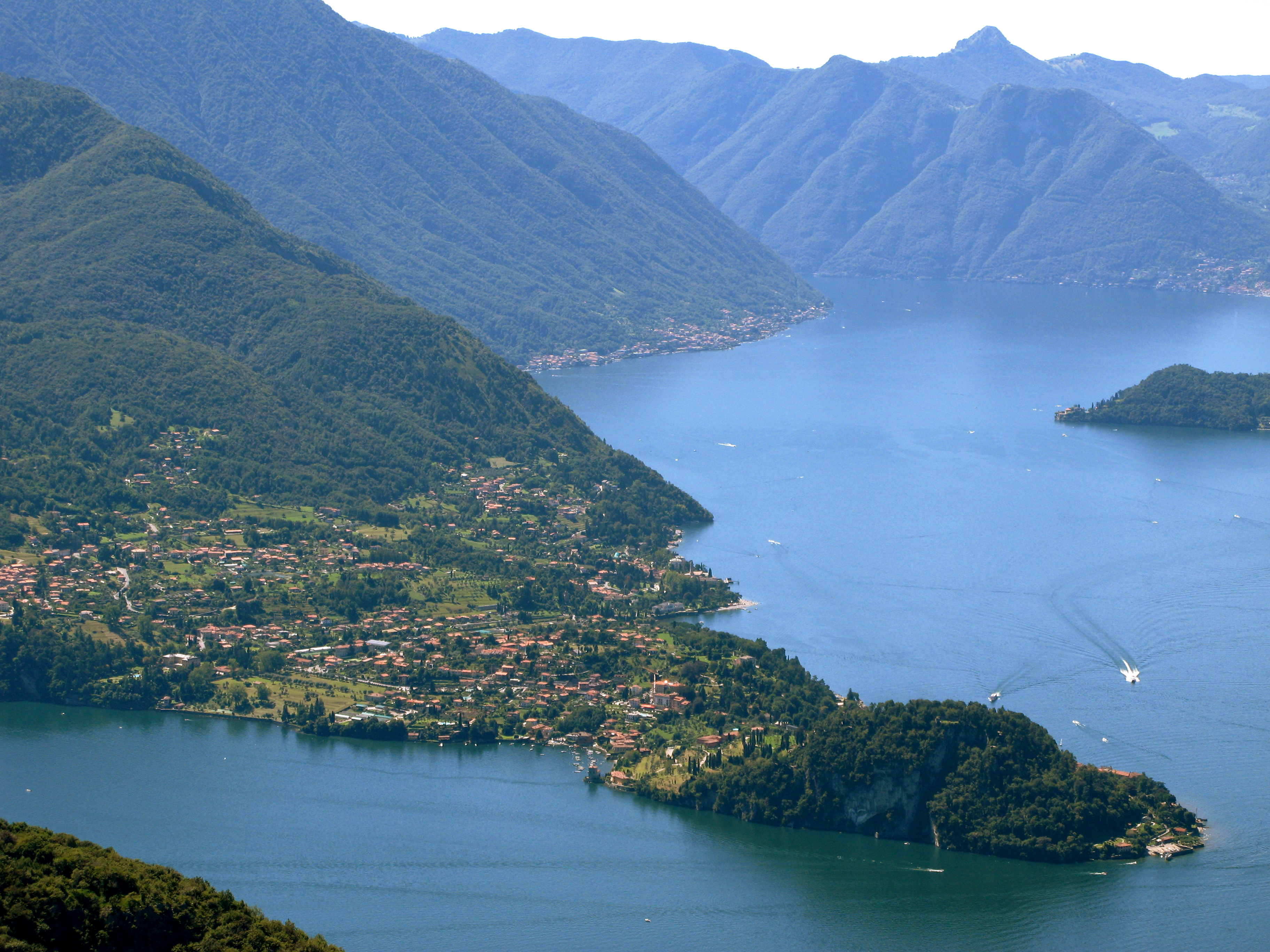
Promontoire sur lequel se trouve Bellagio.
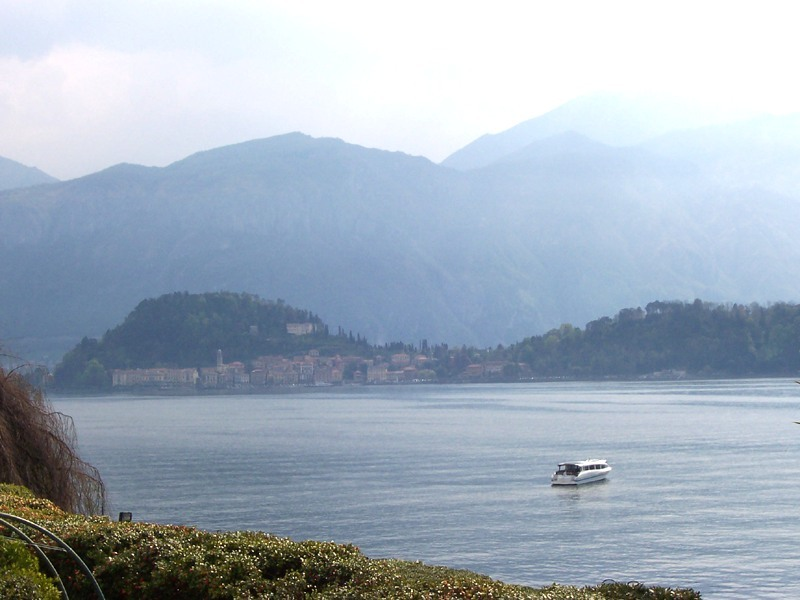
Vue sur Bellagio.
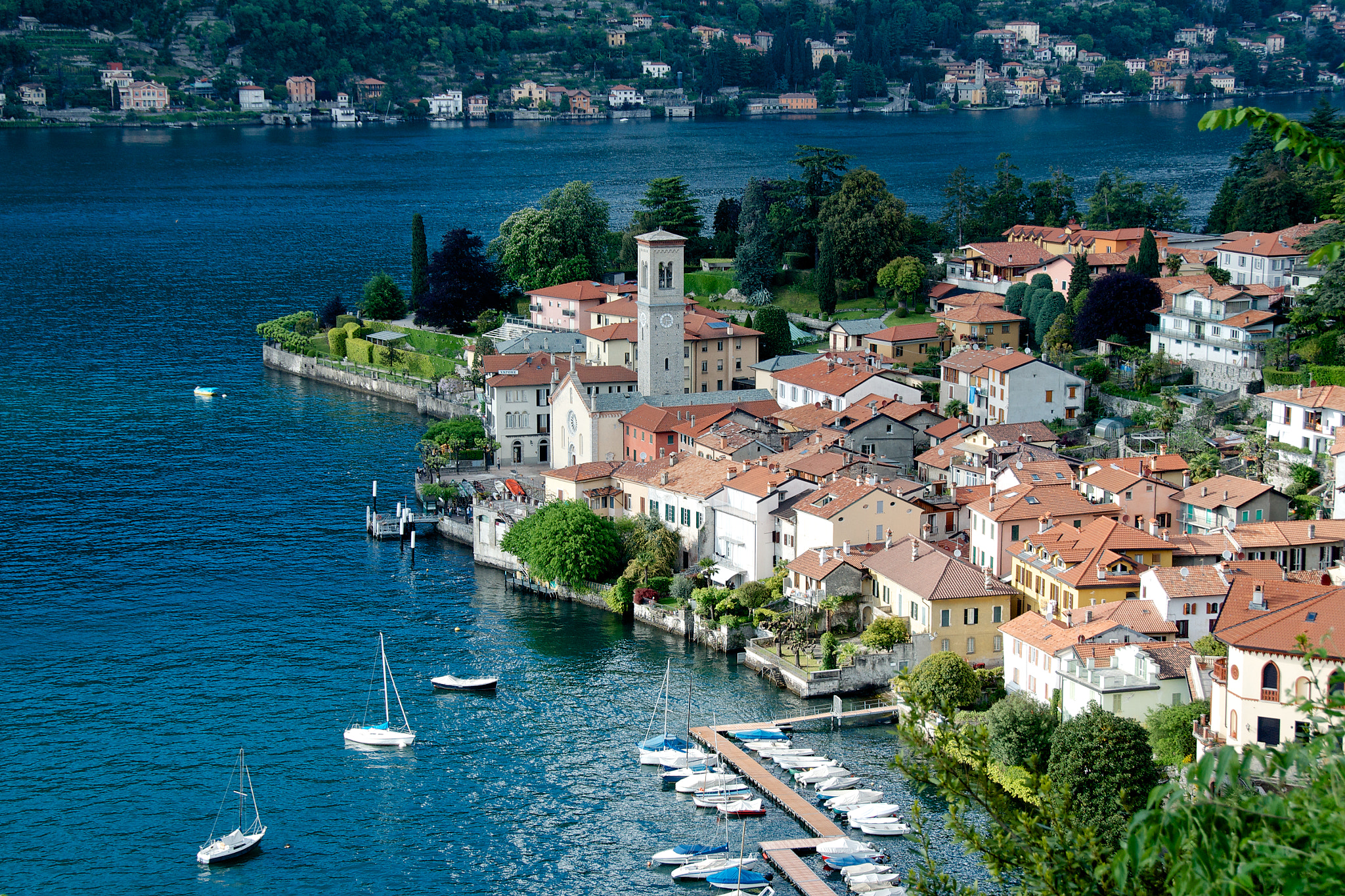
Ville de Torno.

### Villas
- Villa Carlotta
- Villa Aurelia
- Villa d'Este (Concours d'élégance Villa d'Este)
- Villa Erba
- Villa Balbianello
- Villa Melzi
- Villa Cipressi
- Villa Monastero
- Villa Olmo
- Villa Balbiano
- Villa L'Oleandra
- Villa Gaeta

## Géologie
La formation du lac, qui a eu lieu pendant la période postglaciaire, il y a plus d'un million huit cent mille ans, est due à la fonte d'un immense glacier qui s'étendait jusqu'aux frontières de la Brianza où il formait les collines morainiques actuelles. Le glacier Abduano à l'origine du lac est descendu de la Valtellina et de la Valchiavenna, s'étendant avec deux grandes langues vers la vallée du Pô ; à Menaggio, il se ramifia vers le Ceresio, créant une faille appelée ligne Menaggio en géologie, créant dans cette fracture la vallée du même nom, le lac de Côme à l'est et le lac de Lugano à l'ouest. La différence de hauteur relative entre les deux bassins est de 72 m. Le lac s'est alors formé dans la cavité creusée par le glacier, dont on peut encore voir les signes d'érosion laissés sur les rochers des montagnes entourant le lac et par les nombreux rochers erratiques présents dans le triangolo Lariano.

## Hydrographie

### Niveau et température de l'eau
Le niveau d'eau moyen du lac de Côme, situé à 198 m d'altitude, subit des variations saisonnières parfois importantes, dues principalement aux flux abondants des affluents lors du dégel : les oscillations varient d'environ 2 m. Les plus grands débits se produisent entre mai et juin, en raison des pluies et de la fonte des neiges, et en automne, en raison des pluies habituelles. La régulation a donc tendance à accumuler de l'eau dans le lac entre avril, mai et juin. Le seuil d'attention est fixé à 1,20 m. Les données historiques sont enregistrées par l'organisme responsable depuis 1946, tandis que la régulation hydraulique du lac de Côme est administrée par le consortium de l'Adda. Ce dernier revêt une importance considérable compte tenu de l’énorme bassin versant en amont du Lario et de la nécessité qui en découle d’éviter les inondations et de réguler les flux d’eau utilisés par les secteurs agricoles et industriels tout au long de l’année. Le barrage du lac de Côme situé à Olginate a été achevé en 1945. La réglementation tend donc à accumuler de l'eau dans le lac entre avril, mai et juin, puis le lac se vide progressivement entre juillet et septembre en raison de son utilisation intensive en aval. En septembre, commence une nouvelle période de diminution du niveau d'eau qui dure jusqu’en novembre et vise à répondre aux besoins hydroélectriques hivernaux. Ces données indicatives peuvent prédire le niveau du lac et donc la disponibilité de petits ports et de quais au long de l'année. La régulation du lac permet une utilisation rationnelle de l'eau et limite les dégâts causés par les crues. La célèbre inondation de 1868 a submergé de vastes localités côtières en plus de la capitale de Côme, qui était complètement inondée.
En raison de sa position et de ses caractéristiques morphologiques, il est aisé de comprendre les raisons pour lesquelles les eaux du lac de Côme se caractérisent par des températures qui varient fortement selon les stations balnéaires. La principale raison est la proximité des rivières ou des grands ruisseaux affluents : en hiver, la température est égale à 5/6 °C à toutes les profondeurs, tandis qu'en été, la température de surface (10 à 20 m de profondeur) est d'environ 23/24 °C.

### Émissaireet affluents

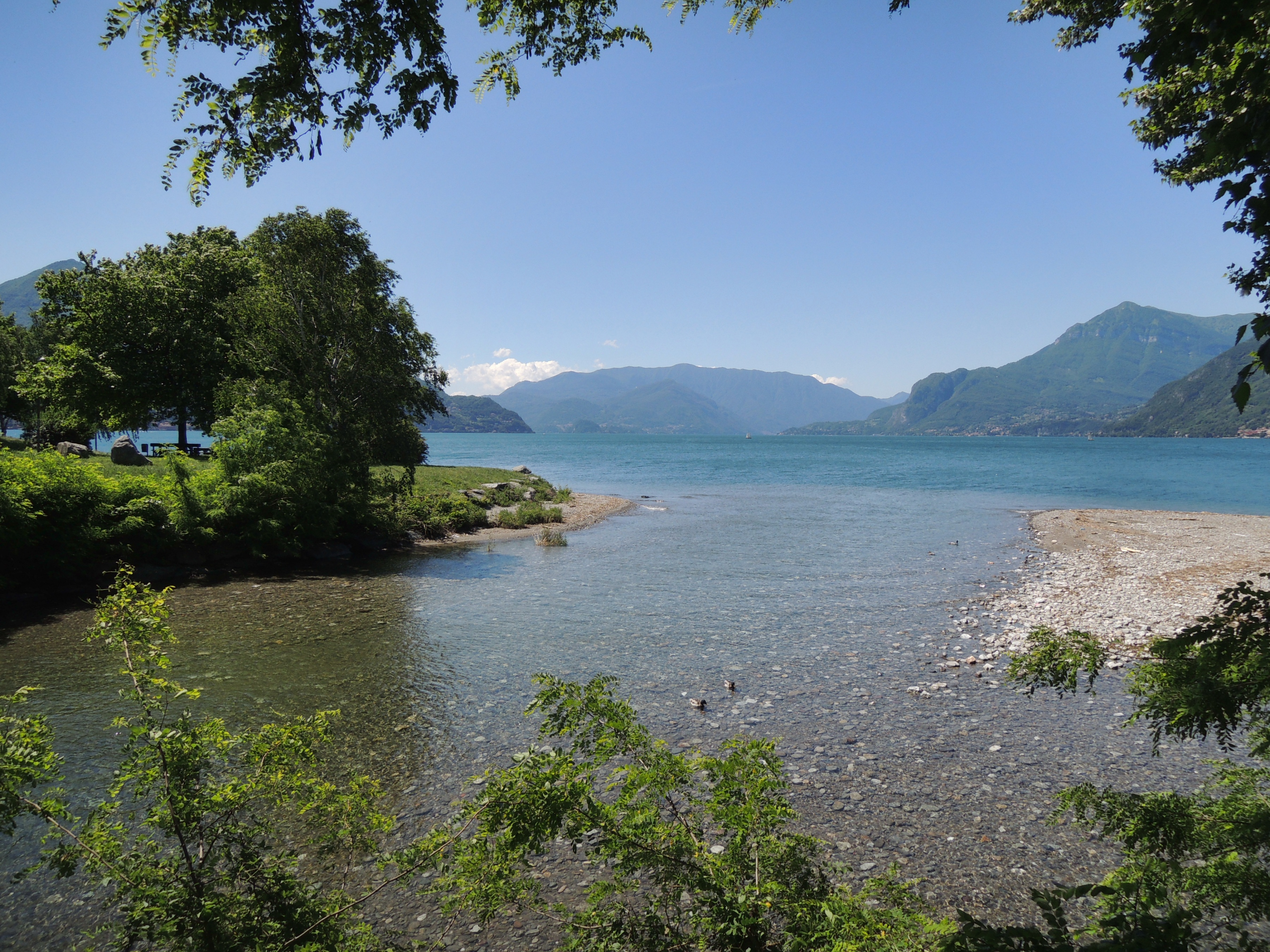
Estuaire du torrent Varrone à Dervio.

Le lac de Côme compte 37 affluents. L'affluent principal, ainsi que le seul émissaire, est l'Adda qui entre au nord, où elle marque la frontière entre les provinces de Côme et de Lecco, au niveau de Pian di Spagna. Cependant, à côté, de nombreux autres ruisseaux se déversent directement dans le lac. Le principal est la Mera qui amène les eaux du Val San Giacomo et du Val Bregaglia au lac de Mezzola, qui faisait autrefois partie du Lario et en est séparé par la zone humide de Pian di Spagna. Avec l'Adda, c'est la seule autre rivière de caractère alpin et non de statut torrentiel. Jusqu'en 1858, année de la rectification du lit actuel de la rivière Adda, il s'agissait d'un affluent direct de l'Adda au dernier tronçon avant le lac de Côme. Tous les autres tributaires sont caractérisés par un itinéraire court et un régime torrentiel. En fait, ils prennent leur source dans les montagnes entourant le lac et se reflètent directement dans le Lario.
En partant du nord et de la côte ouest, les principaux torrents sont : le San Vincenzo, qui entre à la hauteur de Gera Lario ; le Livo, à Domaso ; le Liro, juste après Gravedona ; l'Albano, près de Dongo ; la Sanagra, près de Menaggio ; le Perlana, près de Lenno ; le Telo, à Argegno ; le Breggia, près de Cernobbio et le Cosia, qui, enterré, entre directement à Côme, coulant à côté du stade de football de Sinigaglia.
Sur la côte est, en partant toujours du nord, se trouve la Varrone, qui se jette à Dervio, la Pioverna à Bellano, la Masna et l'Esino à Perledo, la Meria à Mandello del Lario et la Gerenzone et la Caldone.
Dans la région du triangolo Lariano, les seuls affluents d’une certaine importance sont le Perlo et le Rio Torto, seul émissaire du lac d’Annone, situé à proximité.
Face aux nombreux affluents, le lac de Côme n'a, comme tous les autres lacs préalpins, qu'un seul émissaire, l'Adda. Il quitte le lac de Lecco et, après avoir formé les petits lacs de Garlate et d’Olginate, poursuit sa route en direction de la vallée du Pô et du Pô. Compte tenu de la forme caractéristique en "Y", la branche de Côme reçoit un approvisionnement en eau courante plus faible que le reste du lac. Complice de la forte urbanisation présente dans la région de Côme, cette zone connaît des changements d’eau plus lents et par conséquent, il y a plus de pollution et moins de baignades autorisées. Comme mentionné précédemment, l'Adda représente, par son importance, l'émissaire principal et le tributaire du Lario. Pour cette raison, le fleuve devrait remplir la fonction de régulateur de niveau hydrographique, une sorte de "débordement" naturel.

### Régulation du débit
La régulation des débits dans le lac de Côme est divisée en trois régimes hydrologiques différents. En plus du régime naturel des rivières, l'Adda est régie par vingt réservoirs alpins saisonniers situés à la fois sur le territoire suisse et italien. Les deux plus grands réservoirs sont celui de San Giacomo di Fraele et celui de Cancano dans la commune de Valdidentro. Outre les eaux de son bassin naturel, le réservoir de San Giacomo reçoit, par le canal du Spöl, une partie des eaux du Val de Livigno appartenant au bassin hydrographique de l'Inn et du Danube.
Bien que le début de la réglementation remonte à 1946, la période d'observation statistique n'a commencé qu'en 1959, année de la première observation disponible concernant la gestion des réservoirs.

### Inondations
Toutes les villes côtières du Lario ont toujours été touchées par le phénomène de débordement, même rapide, inondant les zones situées à plus basse altitude. La ville qui subit le plus de catastrophes est celle de Côme, dont le centre historique est souvent le protagoniste des inondations. Lorsque les eaux du lac atteignent une hauteur de 120 cm au-delà du zéro hydrométrique, elles coïncident avec l'inondation de la Piazza Cavour, activant ainsi le seuil d'attention. Ce seuil a été modifié à plusieurs reprises au fil du temps, passant de 186 cm en 1955 à 125 cm en 1978 au seuil actuel de 120 cm.
Au-delà de la barre des 140 cm, les dommages commencent à être importants, provoquant des phénomènes d’inondation généralisés dans les zones faisant face aux rives.
La première inondation documentée date de 1431. Il en existe des centaines et des très vastes, comme celle de 1673, rappelée par deux pierres tombales de via Volta et de via Diaz. En 1703, l'eau arriva, à l'intérieur de la cathédrale de Côme, sur les piliers des orgues. D'autres l'ont suivi jusqu'en 2010, quand l'aménagement du barrage d'Olginate construit en 1945 et situé au sud de Lecco a presque mis fin aux débordements exceptionnels du lac.

## Climat
Le climat du lac de Côme est continental, tout comme celui de la Lombardie, mais est légèrement tempéré par la masse d'eau du lac, plus froid que celui du lac de Garde. Il présente toutefois de petites différences d’une zone à l’autre, déterminées par l’orographie locale. Il est rigoureux dans la branche de Côme, en particulier sur la rive intérieure exposée au nord et plus doux au milieu du lac et le long de la côte est de Lecco. Les précipitations sont plus élevées à l'ouest et dans le triangolo Lariano.

### Vent
Le lac de Côme est protégé par la chaîne alpine contre les vents froids qui soufflent du nord de l’Europe, mais quand ils touchent les montagnes environnantes ou se canalisent simplement le long des rives, les vents subissent souvent de fortes variations d’intensité et de direction, souvent déterminantes pour les conditions locales. Les deux vents locaux qui ont le plus d'influence sont la Breva et le Tivano,.
- La Breva (de Brivio, une ville située le long de l'Adda d'où souffle ce vent) est déterminée par la différence thermique de l'air le plus froid présent sur le lac et dans la vallée du Pô par rapport aux côtes et aux montagnes alpines. Venant du sud, le vent souffle constamment et sans changements de direction excessifs (à moins que cela ne soit déterminé par l’orographie particulière des lieux) de midi jusqu’à la veille du coucher du soleil, tout en demeurant plus intense de Dervio au nord. Il n’est pas inhabituel de voir une brise de 20 nœuds, en particulier à la fin du printemps ou au début de l’automne, abaissant la chaleur du jour, ou lorsque les contrastes thermiques entre la terre et l’eau sont grands. Dans le haut lac, il est facile de voir l’arrivée de la Breva, mais aussi son intensité avec un certain avertissement, en observant l’intensité de la brume vers Bellagio : moins le promontoire de Bellagio est visible, plus le vent sera intense. Si les conditions météorologiques favorisent l’apparition de vents du sud depuis le matin, il est très probable que pendant la journée la Breva semble particulièrement forte, avec des pointes atteignant 25 noeuds. Cela se produit surtout dans la branche de Côme, où la forme du lac ne permet pas au vent de se détendre régulièrement.
- Le Tivano est un vent moins fort et constant, mais est présent régulièrement tout au long de l’année et souffle la nuit et pendant les premières heures de la matinée. Il est déterminé par la différence de température de l’eau relativement chaud et le sol encore froid et atteint une vitesse moyenne de 12 à 15 nœuds dans le bas du lac, en particulier dans la branche de Lecco où le phénomène est le plus marqué. La nature thermique du phénomène s'accompagne souvent d'une légère brume qui disparaît rapidement. En fait, les différences thermiques entre le lac et la côte, ainsi qu'entre la vallée du Pô et les montagnes, sont progressivement comblées et le Tivano est progressivement atténué, laissant ainsi la place à une situation calme. L'absence de vent au fond du lac est généralement un signe prémonitoire de mauvais temps.

À la diminution du contraste thermique, le vent, là où il ne disparaît pas, change de direction jusqu'à venir des montagnes environnantes : ce sont les vents de montagne qui soufflent du coucher du soleil aux premières heures de la nuit, de façon assez irrégulière. Les orages d’été, qui modifient le régime normal des brises, laissent place à une vaste gamme de vents latéraux particulièrement insidieux. Le plus redouté est le menaggino, qui descend soudainement en juillet et août du couloir du Val Menaggio qui bouleverse les eaux et crée un danger pour les bateaux. D'autres vents avec la même modalité souffle des vallées environnantes : le garzeno de la vallée de l'Albano, la sant'Anna du Val d'Intelvi, le bellanasco de Valvarrone et d'autres mineurs.

## Faune et flore

### Flore
Le Lario, qui bénéficie d’un climat privilégié et tempéré, est une zone protégée du fait de la présence d’une faune et d’une flore particulières et de plus en plus rares en Italie. Au musée delle Grigne d'Esino Lario, une riche section naturaliste est consacrée à l'analyse détaillée de l'environnement dans les différentes zones climatiques de la région de Lario. Le climat et les pluies, concentrés au printemps et à l'automne, favorisent le développement d'une flore de type méditerranéen : l'olivier, le laurier et le cyprès sont fréquents sur les pentes qui bordent le lac tandis que dans les parcs des villas, se trouvent des plantes tropicales et subtropicales bien adaptées. La végétation est divisée en zones altimétriques, avec des essences méditerranéennes le long de la côte, des chênes et des châtaigniers dans les collines (500 à 800 m), des hêtres, des sapins, des mélèzes et des pins de montagne dans les montagnes. L'étage le plus élevé (jusqu'à 2 000 m d'altitude) est caractérisé par des genévriers, des rhododendrons, des myrtilles et des aulnes verts.

### Faune
La faune du lac compte plus de 26 espèces de poissons, dont certaines sont indigènes[réf. souhaitée].
Bien que la pêche ait été l'une des activités éminentes du territoire, la morphologie particulière du lac de Côme, caractérisée par des berges abruptes menant immédiatement vers de grandes profondeurs, détermine une grande extension de la zone pélagique au détriment d'une zone côtière très petite et circonscrite. Il s'ensuit que la population de poissons est en grande partie composée d'espèces pélagiques, telles que le corégone, le touladi, l'agone et l'alburnus ; à l'exception de ce dernier, qui se rend aussi dans la zone côtière pour des raisons alimentaires, ces espèces passent la majeure partie de leur existence en profondeur et se nourrissent de zooplancton, tandis que sur les rives, leur présence abondante n'est perceptible que pendant la période de reproduction, lorsque les spécimens matures sont amenés dans les eaux peu profondes pour se reproduire. Parmi eux, seul le corégone préfère, même pour la reproduction, des profondeurs allant jusqu'à 50 m.
Parmi les prédateurs côtiers, la perche se distingue par son importance, tandis que le brochet italien n'atteint pas de grandes populations en raison d'un habitat peu adapté à ses besoins, du fait de la rareté générale de la végétation aquatique submergée et de l'inclinaison des berges. En fait, les plantes aquatiques constituent le substrat naturel pour le frai et le terrain de chasse idéal pour le grand brochet, qui atteint sans surprise des densités nettement plus élevées dans la partie extrême nord du lac et dans le canal de la Mera, où il existe encore de vastes zones de roseau. Les poissons-chats ont récemment fait leur apparition dans les zones côtières du Lario, mais leur présence est encore très rare. Avec encore moins de fréquence, il est possible d'apercevoir des spécimens rares d'achigan à grande bouche, un prédateur typique des eaux peu profondes, riches en végétation aquatique et donc peu attirés par les rives escarpées du Lario. Certaines espèces non indigènes se sont révélées envahissantes et nuisibles à l’écosystème du lac et font l’objet d’interventions de confinement, telles que le gardon et le silure, mais c’est l'écrevisse de Louisiane qui, en raison de son agressivité, a évolué dominateur dans les eaux du lac.
La pêche sur le lac est maintenant strictement réglementée.
Sur les rives du lac, dans une carrière près de la ville de Perledo, à la fin du XIXe siècle, des fossiles de poissons préhistoriques tels que le Perleidus et le célèbre reptile Lariosaurus, pris pour le monstre de Lario, ont été découverts.

### Aires protégées et parcs naturels
Les parcs régionaux entourant le lac de Côme sont :
- Parc de l'Adda Nord, qui comprend les territoires de plaine traversés par la rivière Adda, en aval du lac de Lecco ;
- Parc septentrional de Grigna, situé sur la côte est entre le lac et les Alpes bergamasques autour de la chaîne des Grigne ;
- Parc Spina Verde di Como, qui s'étend sur la zone de collines au nord-ouest de Côme ;
- Parc naturel de Monte Barro, niché entre le lac de Côme, le lac de Garlate et le lac Annone ;
- Parc régional de la Valle del Lambro, qui s'étend du triangolo Lariano au parc de Monza en suivant le chemin de la rivière Lambro.

Outre les parcs régionaux, il existe de nombreuses réserves naturelles caractérisées par une grande diversité de flore et de faune. Parmi celles-ci, la réserve de Pian di Spagna se détache, dominant l'Alto Lago, à laquelle s'ajoutent des zones plus petites mais non moins enchanteresses, comme celle du lac Sartirana, le parc Valle Albano et la réserve Malascarpa.

## Tourisme

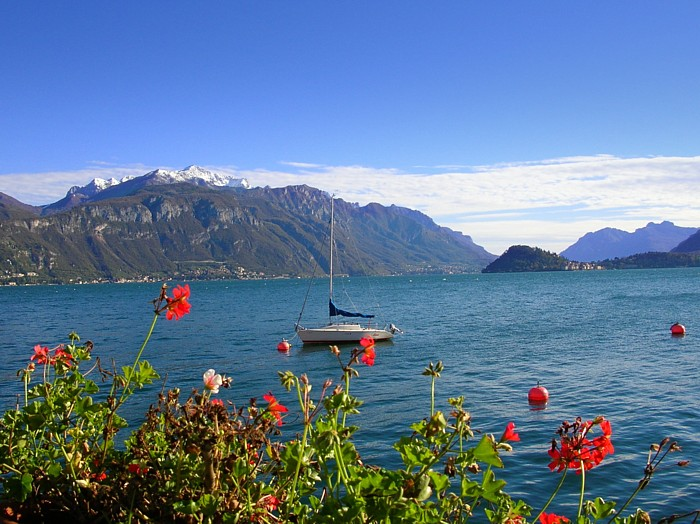
Vue sur le lac de Côme.

Idéalement situé au cœur de la région alpine, le lac de Côme est une destination très prisée dans le monde entier grâce à un paysage surprenant et fascinant aux mille nuances : eaux bleues et vertes, collines rocheuses ou enneigées, édifices en pierre perchés entre le lac et les montagnes, littoral naturel.
Les deux principales villes bordant le lac sont Côme et Lecco, toutes deux situés sur la partie inférieure des deux branches sud. Cependant, Bellagio et Varenna se disputent le flux touristique le plus important du Lario.
Les séjours sont pour la plupart relaxants, mais les occasions de pratiquer un large éventail d’activités de toutes sortes sont nombreuses : des sports nautiques (voile, plongée, ski nautique, planche à voile), des sports de montagne (ski, randonnée, escalade libre) , ainsi que de nombreux autres sports extérieurs et intérieurs. La culture sportive est hautement valorisée, comme en témoignent les nombreuses structures du territoire les athlètes originaires du Lario qui ont reçu des récompenses de renommée mondiale, comme Antonio Rossi, né et élevé à Lecco.
Le Bellagio, l’un des complexes les plus prestigieux de Las Vegas, s’inspire du style des maisons et du paysage sur le lac.

### Plages
Les 170 km de côtes qui entourent le lac de Côme, ainsi que les autres grands lacs du nord de l'Italie, ont connu une forte croissance du tourisme estival sur les plages. Au fil des ans, des dizaines d’établissements ont été construits pour répondre aux besoins des vacanciers.
Bien que généralement considéré comme sûr, les amateurs de natation devraient faire preuve de prudence, car une réglementation en vigueur interdit la plongée et la baignade à la fois dans la ville de Côme et dans les différents petits villages le long du lac. Des exceptions ne sont présentes que dans les plages privées gérées ou les plages publiques désignées où une signalisation explicite autorise les activités de natation. Cette interdiction découle des eaux du lac qui passent rapidement de peu profondes à profondes à proximité immédiate du rivage et des conditions aquatiques imprévisibles, qui ont conduit à de nombreux incidents malheureux, y compris des cas de noyade attribués à un choc thermique soudain et à la force des courants sous-marins forts et des tourbillons.
Les plages équipées les plus populaires sont celles de Cernobbio, Moltrasio, Ossuccio, Tremezzo, Griante, Rezzonico, Lenno, Argegno, Colico, Oliveto Lario, Mandello del Lario, Abbadia Lariana et Lecco.
Sur la côte ouest, le long de la route reliant Lecco à Bellagio, se succèdent de nombreux ravins plus ou moins isolés, entourés d'une végétation luxuriante et de plages sauvages de galets blancs qui descendent doucement dans les eaux du lac. De par leur position géographique, ils ont la particularité d’être au soleil exclusivement le matin et en début d’après-midi. Toujours sur la branche de Lecco, mais sur la côte est, les plages et les rives se succèdent le long de nombreux centres habités, laissant toutefois la possibilité d’atteindre des étendues fréquentées par les amoureux du naturisme.
À Olivedo, entre Varenna et Perledo, il y a une plage équipée où les chiens sont autorisés. On peut y accéder même sans muselière à condition de respecter les règles établies.
Le haut lac est très bien équipé avec de larges plages et des plages privées mais la position où le Lario est plus ouvert soumet la région à un vent intense et constant.
La branche de Côme, bien que disposant également de plages et d’établissements aménagés, souffre au contraire de faibles possibilités de baignade, pénalisé par la conformation particulière du lac qui ne contribue pas au recyclage normal de ses eaux comme dans la branche de Lecco où se trouve le seul émissaire.

### Itinéraires pédestre

#### Sentier du Voyageur

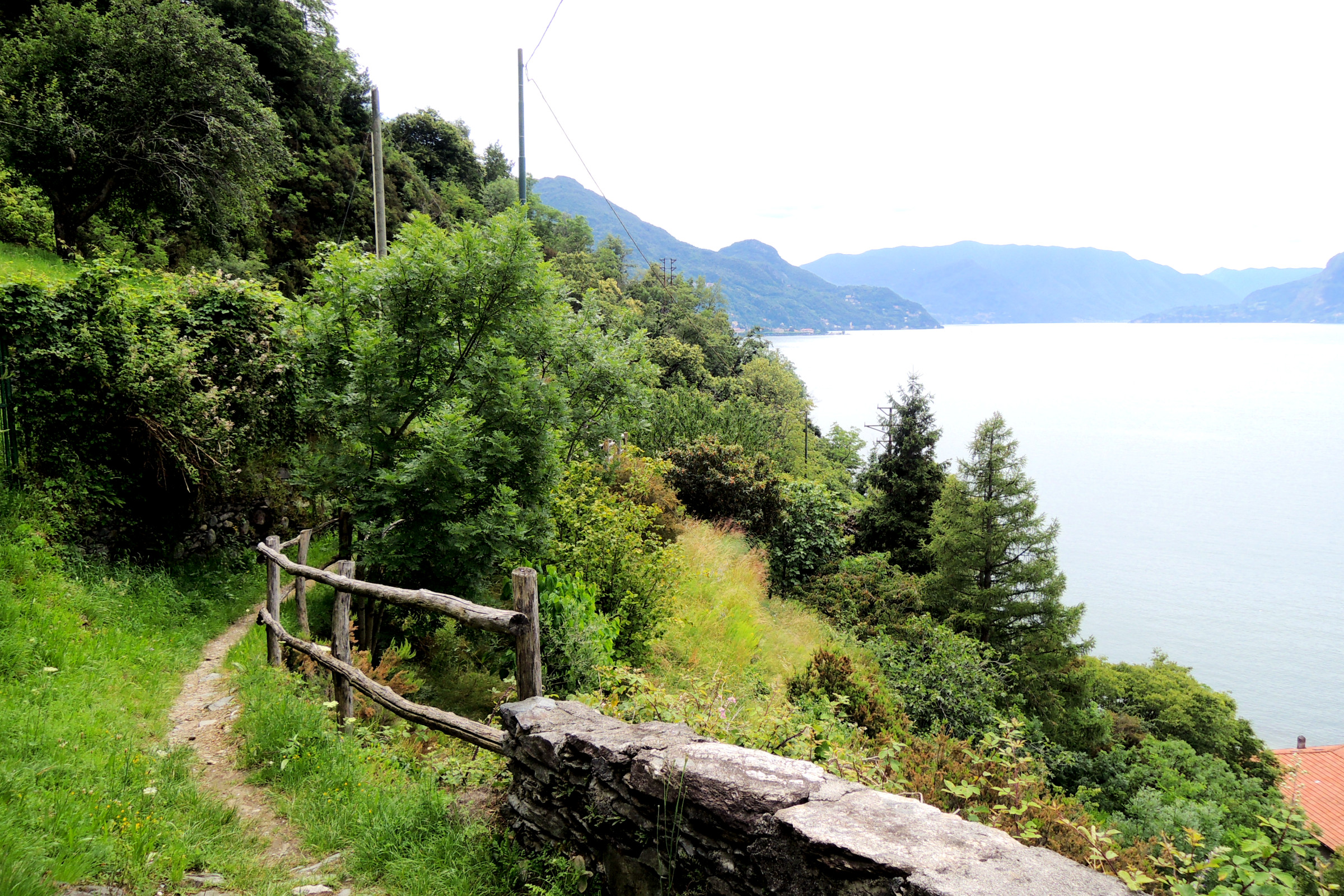
Sentier du Voyageur.

Le sentier du Voyageur, long de 45 km environ, longe la partie est de la branche de Lecco et serpente le long de la côte, d’Abbadia Lariana à Colico. Pendant des siècles, c’était une voie commerciale importante entre Milan et la Suisse. Elle a été abandonnée en 1832 lors de la construction de la route militaire (appelée Napoléon) entre Lecco et Colico, qui sera retrouvée plus tard sur un lieu de randonnée à la fin du XXe siècle. La piste se caractérise par de faibles pentes et des vues panoramiques en toute saison. Elle croise la ligne de chemin de fer Lecco-Colico et est généralement divisée en quatre étapes offrant la possibilité d’utiliser le train comme moyen de transport pour le retour. En chemin, on trouve diverses traces de la vie populaire du lac, avec des fermes, des cultures et de petits édifices religieux tels que des chapelles et des kiosques à journaux,.
À partir de l'été 2017, le trajet a été prolongé d'environ 6 km de la région de Basalun, à Piantedo, jusqu'à Delebio, dans la basse vallée de la Valteline.

#### Via Regina
L'ancienne route Regina est caractérisée par un long chemin qui longe toute la rive ouest du lac de Côme. Les chemins romains donnèrent à cette voie de communication le nom Via Regia, qui devint par la suite Strada Regina lors du passage de la reine lombarde Teodolinda. Depuis des siècles, la Via Regia représente un lien militaire, commercial et culturel important entre le sud et le nord des Alpes, entre la région de Côme et les régions transalpines, par les cols de Spluga et de col de maloja. Au fil du temps, la Strada Regina a vu s’épanouir de nombreux centres urbains habités, progressivement enrichis d’un patrimoine artistique. Aujourd'hui, une grande partie de l'ancienne route est encore praticable à pied et est parallèle à l'actuelle route nationale 340, toujours appelée Strada Regina, avec laquelle elle est identifiée par quelques tronçons.

#### Route Reggia
La route Regia est d'origine romaine et longe la rive est de la branche de Côme entre la ville homonyme et Bellagio. Auparavant, c'était un réseau de pistes muletières qui reliait les villages côtiers, permettant ainsi aux bergers, aux voyageurs et aux commerçants de se déplacer dans la région. Il s’agit aujourd’hui d’une piste cyclable et piétonnière d’environ 35 km, construite sur des pavés et des pistes muletières revêtues de pierre locale, qui serpente à travers de nombreux endroits du littoral qui ont en commun la particularité d’être formés par des villages situés sur les pentes du triangolo Lariano.
Restaurée entre 2002 et 2006 pour être utilisée pour la randonnée par la société archéologique Comense avec l'aide de la communauté de montagne du triangolo Lariano, les randonneurs peuvent voir de nombreux artefacts anciens tels que des ponts en pierre, des murs en pierre sèche, des sanctuaires votifs et des auberges.

#### Greenway du Lario
Le Greenway du Lario est un itinéraire pédestre situé sur la rive est du lac, de Colonno à Griante. La route, longue de 13 km environ, suit un réseau routier qui traversait des villages historiques et redescend à plusieurs reprises le long du lac, offrant des vues panoramiques et couvrant des étendues de territoire rural en terrasses, avec de petites oliveraies typiques de Tremezzina.

## Infrastructures et transports

### Réseau routier
Le réseau routier national qui longe tout le lac est constitué des infrastructures suivantes gérées par ANAS :
- Route nationale 36 sur la côte est, de Lecco à la jonction de Piantedo ;
- Route nationale 340 sur la côte ouest, de Côme à la jonction de Piantedo ;
- Route nationale 583 sur la côte sud de Côme à Bellagio et Lecco ;
- Route nationale 639 qui relie Côme à Lecco ;

Les transports en commun sont assurés par les lignes de bus régulières des sociétés ASF Autolinee dans la province de Côme et de SAL dans la province de Lecco.

### Réseau ferroviaire
Toute la rive orientale est traversée par la ligne de chemin de fer Valtellina reliant Lecco à Colico. Toutes les installations sont gérées par Trenord dans le cadre du contrat de service passé avec la région de Lombardie. Les trains en provenance de Bergame, de Brescia et des deux lignes S7 et S8 du service de trains de banlieue de Milan affluent vers Lecco.
Sur la côte ouest, seule la ville de Côme est accessible par Trenitalia par la ligne qui relie la capitale lombarde à la Suisse. Près du bord du lac, des trains partent du chemin de fer Saronno-Côme (gare de Como Lago).
Côme et Lecco sont également reliées par le chemin de fer Côme-Lecco. Le triangolo Lariano est atteint par le chemin de fer Milan-Asso.
De 1884 à 1939, la ligne de chemin de fer Menaggio-Porlezza, aujourd'hui désaffectée, assurait un service régulier.

### Transport par câble
Le funiculaire historique Como-Brunate, qui relie Côme à la petite ville de Brunate, est opérationnel depuis 1884. Effectuant 500 m de dénivelé, il a contribué dans les premières années du XXe siècle au développement touristique des familles milanaises nobles à la célèbre période Belle Époque.
Le téléphérique Argegno-Pigra, actif depuis 1971, rejoint le village de Pigra da Argegno, effectuant 540 m de dénivelé.
À Lecco, il y a le téléphérique qui relie Come à Piani d'Erna. Actif depuis 1965, les cabines ont été changées en 2008. Le point de départ se situe dans la zone de Versasio, facilement accessible en voiture et en transports en commun (bus no 5 du centre-ville) et met seulement 5 min pour effectuer les 700 m de dénivelé entre Piani d'Erna et le mont Resegone (1 300 m). Par temps clair, depuis son sommet, vous pourrez admirer un panorama qui s'étend des gratte-ciel de Milan aux sommets du Mont Rose ainsi que du golfe sous-jacent de Lecco.

### Voies navigables
La circulation régulière sur le lac de Côme est assurée par la Compagnie publique de Navigation qui transporte les passagers dans les nombreuses villes côtières. Les plus anciens bateaux ont été mis à l'eau en 1904 et les plus récents dans les années 2000.
Les plus lents circulent à 24 km/h et les plus rapides à 64 km/h (2 hydroglisseurs). Au centre du lac, des ferrys assurent des rotations fréquentes entre Varenna, Menaggio et Bellagio.
- Hydroglisseur
- Ferry
- Aérodrome de Côme (réservé aux hydravions)

Ferry naviguant sur le lac de Côme
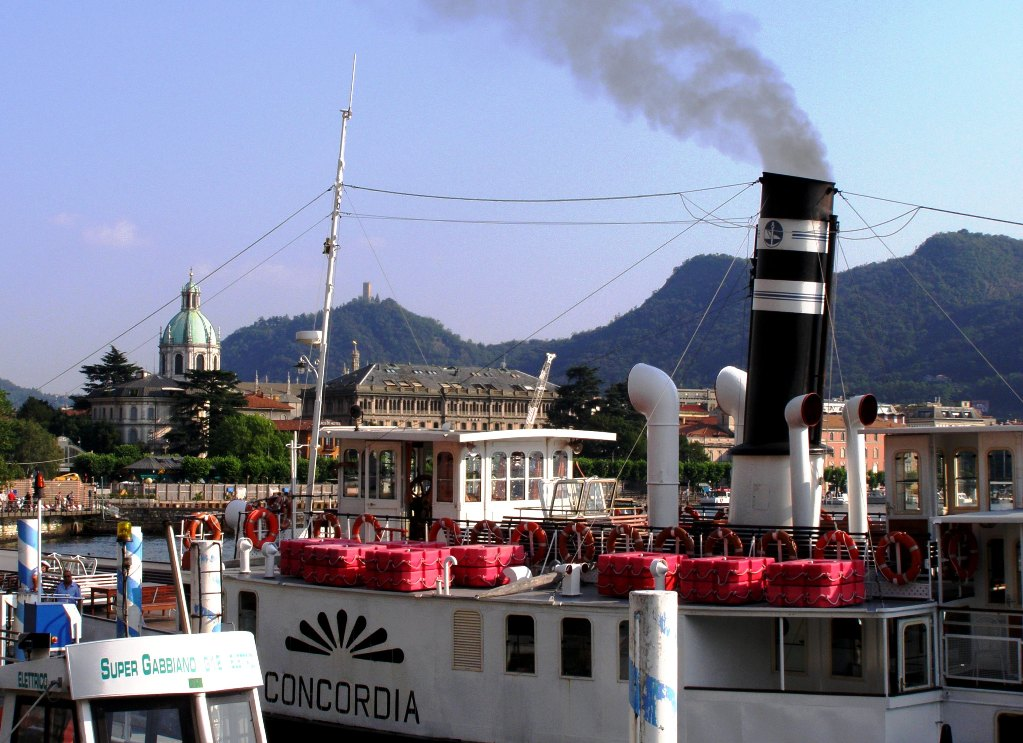
Le bateau à vapeur « Concordia ».
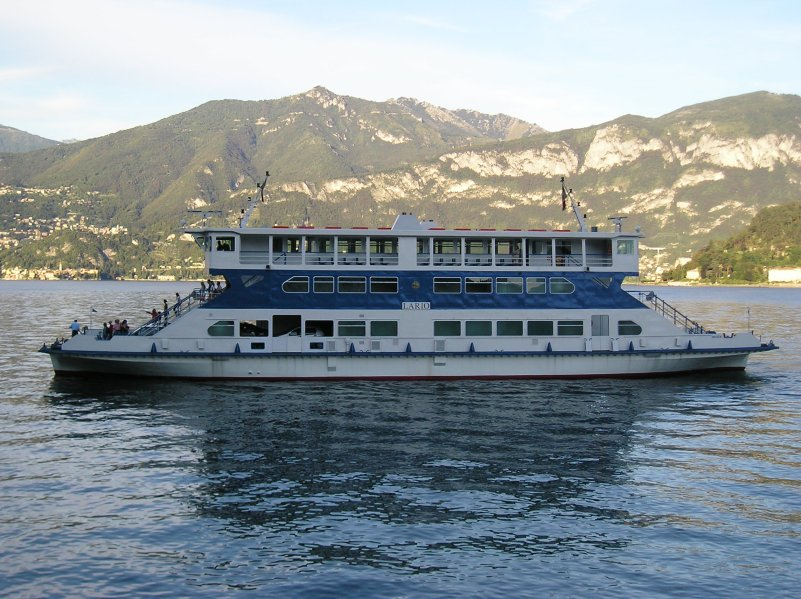
Ferry sur le Lario.
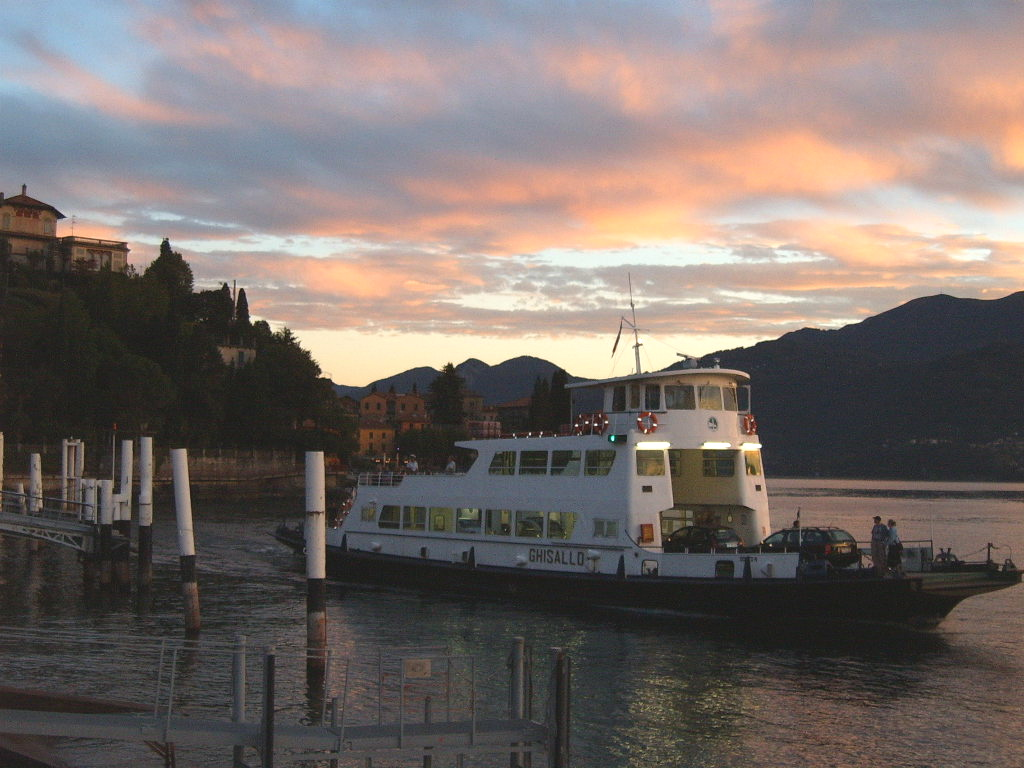
Ferry Ghisallo, le soir.
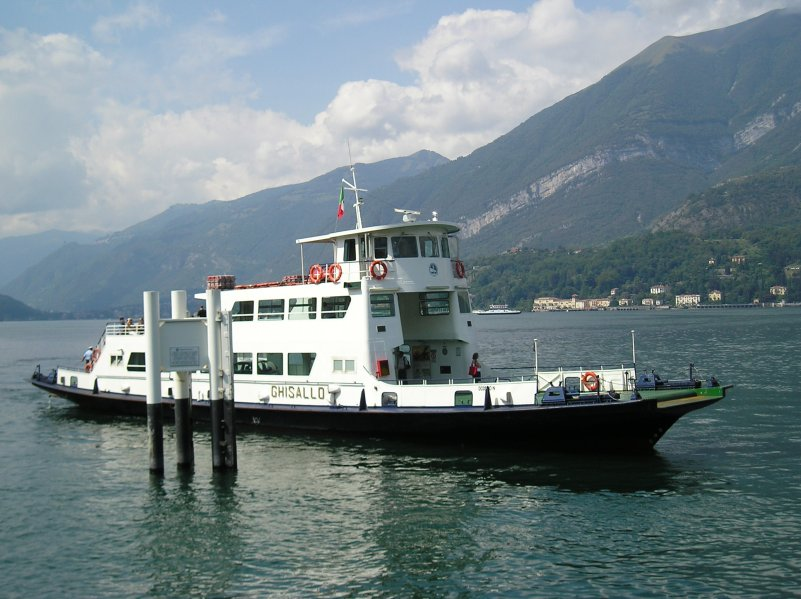
Ferry Ghisallo transportant des voitures, le jour.

## Lieu de villégiature
Ses rives sont le lieu de villégiature par excellence des aristocrates, artistes et écrivains, depuis les Romains jusqu'aux people du XXIe siècle, en passant par les romantiques : Pline et Virgile, Stendhal et Franz Liszt, George Clooney et Brad Pitt. Matthew Bellamy de Muse y possède un studio d'enregistrement qui a servi pour leur album The Resistance en 2009.

## Culture

### Spécialités culinaires
La cuisine locale a été basée sur les ressources alimentaires du territoire, principalement liés à l'activité de la pêche du lac et de l'élevage ovin alpin. Le poisson d’eau douce est au cœur de ce type de cuisine. Il sert de base à certains plats typiques : riz bouilli ou risotto à la perche, corégone lavaret au carpione (frits et marinés au vinaigre avec de l'oignon et du thym), Alburnus arborella frit ou encore le célèbre misultini (alosa agone salé, séché à l'air libre, puis grillé et mangé avec de la polenta). La polenta est un plat très apprécié de cette région. Elle est obtenue en mélangeant de la farine de maïs et de sarrasin. Elle accompagne non seulement le poisson, mais aussi la viande, le gibier, le fromage et les saucisses. Parmi les autres plats à base de poisson, citons la truite, l'anguille, le chevesne, la sandre et la lotte.
Parmi les nombreux fromages, les plus prisés sont le samuda de vache, fromage à pâte molle et de couleur jaunâtre, et le Taleggio de Lecco. Parmi les desserts, on trouve le matalocch du Val Menaggio et le braschin de Garzeno, qui sont des pains sucrés, ainsi que les Caviadini, des biscuits sablés avec du sucre cristallisé.
Dans la Zoca de l'oli, dans la municipalité d'Ossuccio, une excellente huile d'olive AOP est produite. De couleur vert vif, avec des reflets dorés, un parfum profond et une très faible acidité, elle est très appréciée et recherchée. Aujourd'hui, la viticulture n'est pas très développée ; le vin produit est appelé nustranell ou pincianell dans la Brianza.
Les crotti sont les trattorias caractéristiques du lac de Côme. Ils sont généralement situés dans des anciennes chambres froides utilisées pour stocker des produits tels que le vin, le fromage et la charcuterie,. Par la suite, dans de nombreux cas, une petite pièce a été construite au-dessus ou à côté : des espaces parfois modestes ou de véritables tavernes, restaurants ou hôtels pour rendre les crotti plus spacieux et confortables, tout en restant fidèles à leur âme rustique avec un charme unique, idéal pour se plonger dans la tradition locale.

### Musées
La riche histoire du territoire est regroupée dans divers musées qui représentent de petits trésors d'art et de culture qui témoignent de l'importance du lac de Côme au fil des siècles. Certains sont très importants pour attirer les visiteurs de toute l’Italie, mais ils ne se concentrent pas uniquement sur l’excellence du territoire ; d’autres se concentrent sur les personnages célèbres de l’histoire qui ont associé leurs exploits au lac de Côme. Cependant, il ne faut pas oublier les petits musées qui rassemblent des objets, des souvenirs et divers témoignages de la réalité rurale et paysanne qui caractérise les régions environnantes, en particulier celles immergées dans les vallées entourant le lac.